# أصدقاء (مسلسل أمريكي)
أصدقاء أو فريندز (بالإنجليزية: Friends) هو مسلسل كوميديا موقف تلفزيوني أمريكي ألفه كل من ديفيد كرين ومارتا كوفمان وعُرِض على قناة إن بي سي من 22 سبتمبر 1994 إلى 6 مايو 2004، واستمر لعشرة مواسم. وهو من بطولة جينيفر أنيستون، وكورتني كوكس، وليزا كودرو، ومات لوبلان، وماثيو بيري، وديفيد شويمر. تدور أحداث المسلسل حول ستة من الأصدقاء في عقدي العشرينات والثلاثينات يعيشون في مانهاتن، نيويورك. أنتجت المسلسل شركة برايت/كوفمان/كران بالتعاون مع تلفزيون وارنر بروس. كان المنتجون التنفيذيون الأصليون كل من مارتا كوفمان، وديفيد كرين، وكيفن إس. برايت.
بدأ كوفمان وكرين بتطوير «فريندز» تحت عنوان «مقهى الأرق» (بالإنجليزية: Insomnia Cafe) بين تشرين الثاني/نوفمبر وكانون الأول/ديسمبر 1993. قدم الثنائي الفكرة لبرايت وعرض الثلاثة سبع صفحات عن المسلسل المقترح لقناة إن بي سي. سُمِي المسلسل في النهاية «أصدقاء» (أو «فريندز») بعد إعادة كتابة السيناريو وإجراء تغييرات عدّة مرات، مثل تغيير العنوان إلى «ستة من واحد» (بالإنجليزية: Six of One) ثم «أصدقاء مثلنا» (بالإنجليزية: Friends Like Us).
صُوِر المسلسل في إستوديوهات وارنر بروس في بربانك بكاليفورنيا. احتل كل موسم من مواسم مسلسل «فريندز» العشرة أحد المراكز ضمن العشرة الأوائل في عدد المشاهدات للموسم التلفزيوني، وفي نهاية المطاف، نجح المسلسل في الوصول إلى المركز الأول في الموسم الثامن. شاهد حوالي 52.5 مليون مشاهد أمريكي الحلقة الأخيرة من المسلسل التي عُرِضت يوم 6 مايو 2004، ما جعلها خامس أكثر حلقة أخيرة لمسلسل مشاهدةً في تاريخ التلفزيون، والحلقة التلفزيونية الأكثر مشاهدة في عقد 2000. وسجلت الحلقتان 12 و13 من الموسم الثاني أعلى نسبة مشاهدات، حيث شاهدهما قرابة 53 مليون شخص. تلقى مسلسل أصدقاء استحسانًا طوال فترة عرضه، ليصبح واحدًا من أكثر العروض التلفزيونية شعبيةً في التاريخ. تم ترشيح المسلسل لـ62 جائزة إيمي برايم تايم، وفاز بجائزة أفضل مسلسل كوميدي عام 2002 عن موسمه الثامن. حل العرض في المرتبة رقم 21 في قائمة تي في غايد لأعظم 50 عرضًا تلفزيونيًا في التاريخ، ورقم 5 في قائمة مجلة إمباير لأعظم 50 عرضًا تلفزيونيًا في التاريخ. في عام 1997، احتلت "حلقة مع فيديو الحفلة الموسيقية" المرتبة رقم 100 في قائمة تي في غايد لأعظم 100 حلقة في التاريخ. في عام 2013، احتل مسلسل أصدقاء المرتبة رقم 24 في قائمة نقابة الكتاب الأمريكية لأفضل 101 مسلسل تلفزيوني مكتوب في التاريخ، ورقم 28 في قائمة تي في غايد لأفضل 60 مسلسل تلفزيوني في التاريخ. عاد أبطال مسلسل السيت كوم في أصدقاء: لم الشمل، وهو لم الشمل خاص تم إصداره علي إتش بي أو ماكس في 27 مايو 2021.

## لمحة عامة
ركز المسلسل على حياة مجموعة من 6 أصدقاء: المدللة والودودة رايتشل غرين، والمهووسة بالنظافة وكبيرة الطبّاخين مونيكا غيلر، والمدير التنفيذي الساخر والممتع تشاندلر بينغ، والممثل المغمور جوي تريبياني، وعالم علم الأحياء القديمة روس غيلر (شقيق مونيكا)، والذي يمرّ بثلاثة زيجات فاشلة، والمدلّكة المتفائلة والمغنية السيئة فيبي بوفيه.

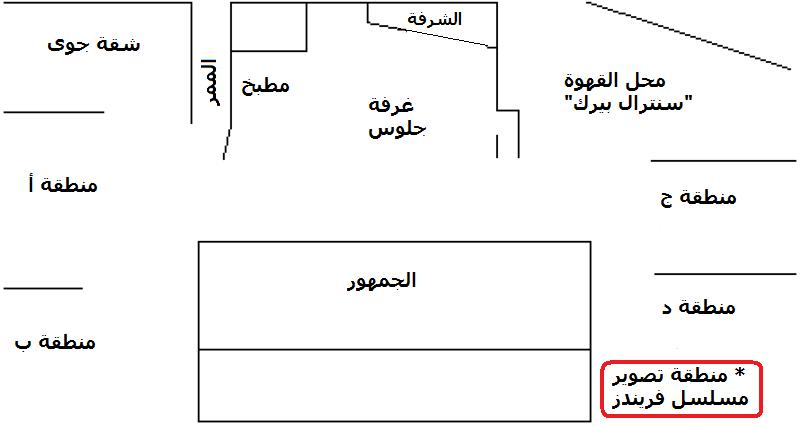
مخطط منطقة التصوير في المسلسل

تترك رايتشل خطيبها على مذبح الكنيسة مع بدء الحلقات وتنتقل للعيش مع صديقة الطفولة الحميمة مونيكا. تعيش الاثنتان في شقة مقابلة لشقة تشاندلر وجوي اللذان يتسكعان من حين لآخر مع روس شقيق مونيكا المُطلّق من زوجته المثلية كارول. ثمّ هناك فيبي، شريكة مونيكا السابقة في الشقة. تتضمّن أماكن التصوير شقّة مونيكا، وشقة جوي وتشاندلر، وشقة روس، وشقّة فيبي، والمقهى المحلي «سنترال بيرك» (بالإنجليزية: Central Perk) (يكشف مشهد ارتجاعي لاحقاً بأن المقهى كان أصلاً حانة يتردد عليها أيضاً تشاندلر، ومونيكا، وفيبي، وروس قبل أن ينضم جوي ورايتشل إلى المجموعة).
حصلت رايتشل على عملها الأول كنادلة في المقهى بعد الانتقال إلى مانهاتن. وأصبحت لاحقاً كمشترية وبائعة في بلومنغدايلز، ولاحقاً بائعة لرالف لورين. كافحت مونيكا من أجل النجاح أولاً في عدّة مواسم، لكنها أصبحت كبيرة الطباخين في النهاية في مطعم محترم. بدأ تشاندلر طريقه صعوداً في معالجة البيانات وانتقل في النهاية إلى مهنة في الإعلانات (في المواسم الأخيرة) بعد أزمة منتصف العمر. أما جوي، فاستقرت مهنته أخيراً على العمل في مسلسل تلفزيوني كان قد رُفض فيه سابقاً. أصبح عالم الأحياء القديمة روس في النهاية أستاذاً جامعياً في الجامعة. وعملت فيبي مدلّكة. تطورت العلاقة العاطفية بين روس ورايتشل صعوداً وهبوطاً على مدار المواسم. فيما شهدت علاقة مونيكا وتشاندلر تطوراً كبيراً.

## الممثلون والشخصيات

فريق التمثيل الرئيسي
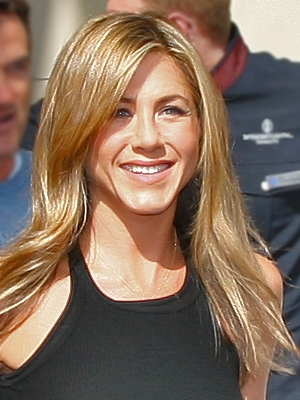
جينيفر أنيستون بدور رايتشل غرين
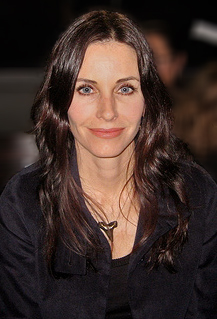
كورتني كوكس بدور مونيكا غيلر
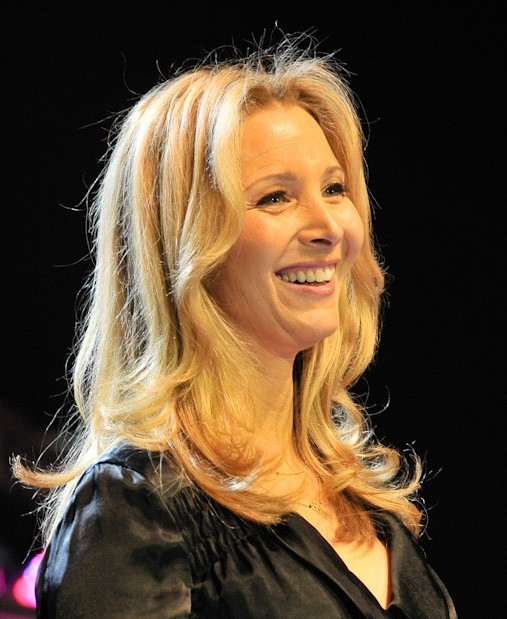
ليزا كودرو بدور فيبي بوفيه
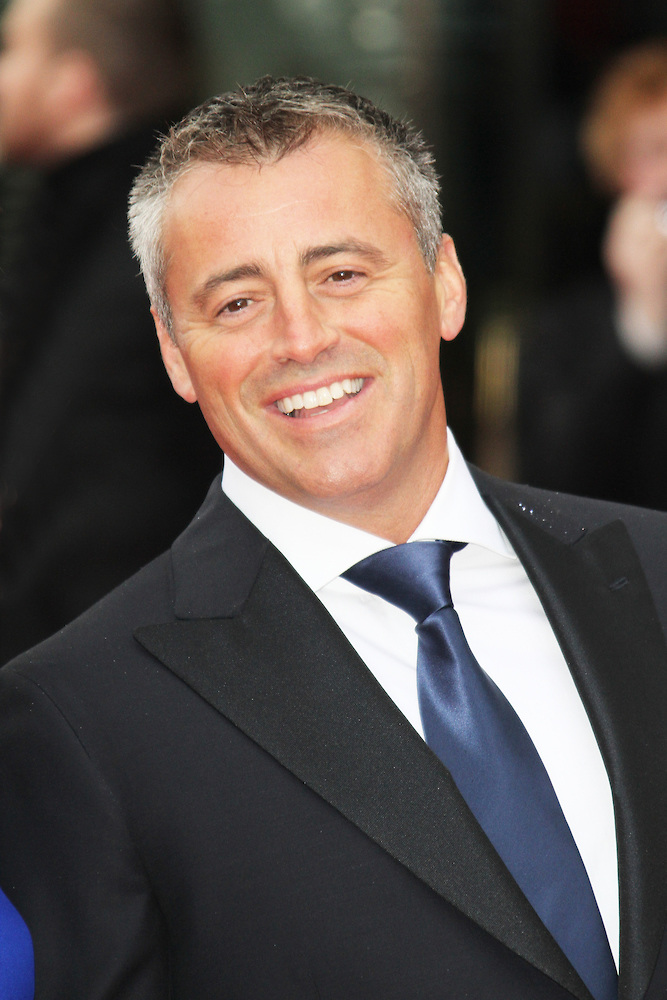
مات لوبلان بدور جوي تريبياني
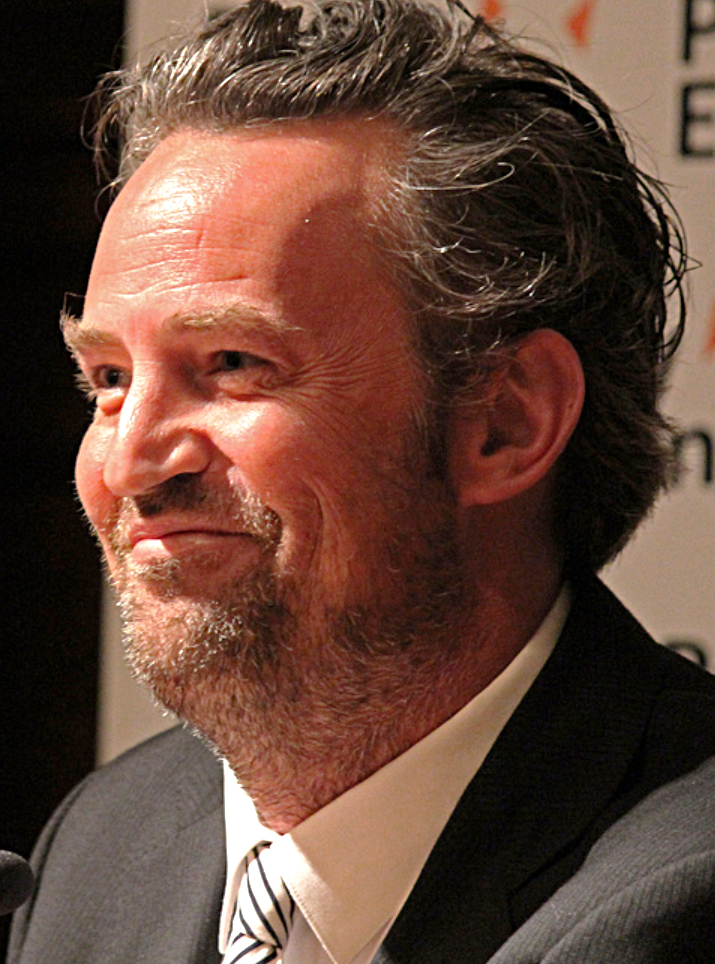
ماثيو بيري بدور تشاندلر بينغ
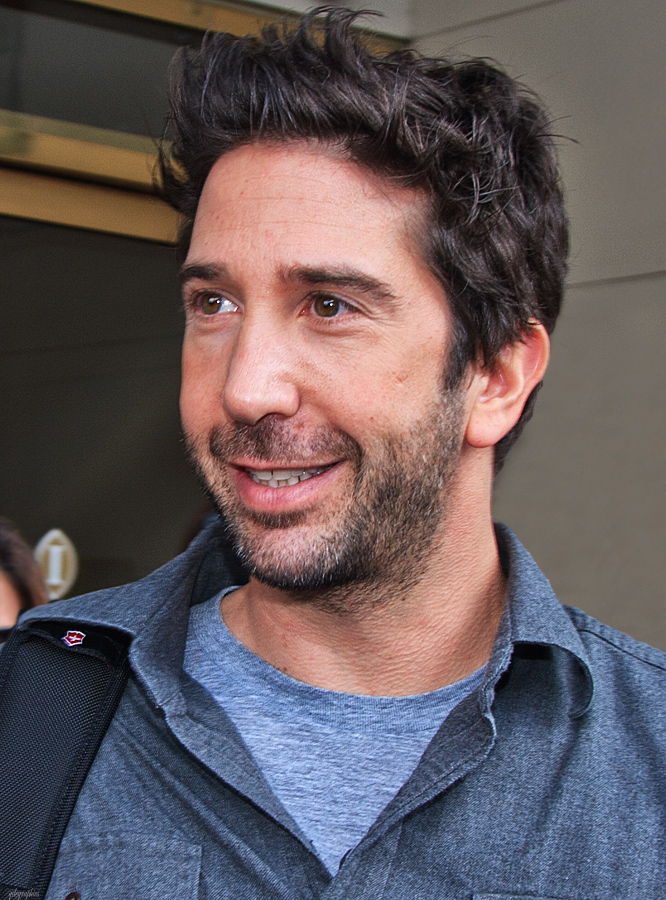
ديفيد شويمر بدور روس غيلر

- جينيفر أنيستون بدور رايتشل غرين:
من عشاق الموضة وأفضل أصدقاء مونيكا غيلر منذ الطفولة. تنتقل رايتشل أولاً لتعيش مع مونيكا في الموسم الأول بعد محاولتها الفاشلة للزواج من باري فاربر. يدخل كل من رايتشل وروس غيلر لاحقًا في علاقة غرامية متكررة ومتقطعة خلال المسلسل. تُوَاعِد رايتشل رجالًا آخرين خلال المسلسل، مثل الجار الإيطالي، باولو، في الموسم الأول؛ والزبون من بلوميننغديلز، جوشوا بيرجين، في الموسم الرابع؛ ومساعدها، تاغ جونز، في الموسم السابع؛ وأحد أصدقائها المقربين، جوي تريبياني، في الموسم العاشر. كانت وظيفة رايتشل الأولى نادلة في مقهى سنترال بيرك، لكنها أصبحت فيما بعد بائعة مساعدة في بلومينغديلز في الموسم الثالث، وبائعة في شركة رالف لورين في الموسم الخامس. لدى رايتشل وروس ابنة اسمها إيما ولدت في حلقة «الواحدة حين تلد رايتشل صغيرًا، الجزء الثاني» في نهاية الموسم الثامن. يعترف روس ورايتشل بحبهما لبعضهما البعض في الحلقة الأخيرة من المسلسل، وتتخلى رايتشل عن وظيفة أحلامها في الموضة في لوي فيتون في باريس لتكون معه. بالرغم من ودها، إلا أنها غالبًا ما تكون أنانية وترفض تحمل المسؤولية عن أفعالها. من الواضح بشكل كبير في المسلسل المشتق جوي أن رايتشل تزوجت روس بعد نهاية المسلسل.[16]
- كورتني كوكس بدور مونيكا غيلر:
«الدجاجة الأم» للمجموعة وطباخة. تُعرف بطبيعتها الكمالية، والمتسلطة، والتنافسية وبالوسواس القهري. كانت مونيكا تعاني من فرط الوزن ندما كانت طفلة. وتعمل طباخة في مطاعم مختلفة طوال فترة عرض المسلسل. كانت أول علاقة جدية لمونيكا مع صديق العائلة منذ فترة طويلة ريتشارد بيرك، والذي يكبرها بواحد وعشرين عامًا. يحافظ الاثنان على علاقة قوية لبعض الوقت إلى أن عبر ريتشارد عن أنه لا يريد إنجاب أطفال. دخلت مونيكا وتشاندلر، إحدى أصدقائها المقربين، في علاقة عاطفية لاحقًا بعد قضاء ليلة مع بعضهما البعض في لندن في نهاية الموسم الرابع، مما أدى إلى زواجهما في الموسم السابع وتبنيهما لتوأمين في نهاية المسلسل.[19][20][21] إحدي العناصر المتكررة في المسلسل هي طبيعة تشاندلر السهلة الجارية والمرحة التي تتعارض مع سلوك مونيكا المتطلب للغاية وسلوكها القهري.
- ليزا كودرو بدور فيبي بوفيه:
 مدلكة وموسيقية عصامية. في كثير من الأحيان تكون فيبي العضو الأكثر عزلة في المجموعة باعتبارها هيبية. عاشت فيبي في شمال نيويورك مع والدتها عندما كانت طفلة، حتى انتحار والدتها، ما جعل فيبي تخرج للشوارع. تكتب فيبي وتغني أغانيها الغريبة بواسطة القيتارة. لديها توأم متطابق اسمها أورسولا، تشترك في القليل من سمات فيبي. لدى فيبي ثلاث علاقات جدية خلال فترة عرض المسلسل: العالم ديفيد في |الموسم الأول، والذي انفصلت عنه عندما انتقل إلى مينسك في منحة بحثية؛ وضابط الشرطة، غاري، والتي عثرت على شارته في الموسم الخامس؛ وعلاقة غرامية متكررة ومتقطعة مع مايك هانيغان في الموسم التاسع والموسم العاشر. انفصل فيبي ومايك في الموسم التاسع بسبب رغبة مايك في عدم الزواج. عاد ديفيد من مينسك، مما أدى إلى عودة الاثنين معًا في علاقة، لكنها رفضته في النهاية من أجل مايك، عندما تقدم كلاهما لخطبتها. تزوج فيبي ومايك في الموسم العاشر.[22][23]
- مات لوبلان بدور جوي تريبياني:
ممثل مكافح وعاشق للطعام. اشتهر بدوره في المسلسل التلفزيوني الطويل أيام حياتنا بدور الدكتور دريك راموراي. لدى جوي العديد من العشيقات على المدى القصير. على الرغم من كونه زير نساء وذو سلوك بطئ الفهم، جاهل أحيانًا، فإن جوي بريء وحسُن النية. يستخدم جوي غالبًا عبارة المغازلة «كيف حالك؟» في محاولاته لكسب معظم النساء اللواتي يلتقي بهن. عاش جوي مع صديقه المقرب تشاندلر كشريك غرفة لسنوات، ولاحقًا مع رايتشل. يقع جوي في حب رايتشل في الموسم الثامن، لكن تخبره رايتشل بأدب أنها لا تبادله المشاعر. يدخل الاثنان في علاقة لفترة وجيزة في الموسم العاشر، ولكن يقطعانها ويعودان لكونهما صديقين فحسب، بعد أن أدركا أن العلاقة لن تنجح بسبب صداقتهما وعلاقة رايتشل المعقدة مع روس. ويبقى العضو الوحيد العازب في المجموعة في نهاية المسلسل، ليصبح بعدها البطل الرئيسي للمسلسل المشتق جوي.[24]
- ماثيو بيري بدور تشاندلر بينغ:
مسؤول تنفيذي في الاستدلال الإحصائي وإعادة تكوين البيانات لدى شركة متعددة الجنسيات كبيرة. يكره تشاندلر هذه الوظيفة، على الرغم من أن راتبها جيد جدًا. يحاول الاستقالة منها خلال الموسم الأول ولكن ٱستدرج مرة أخرى بمكتب جديد وزيادة في الراتب. استقال تشاندلر في النهاية من هذه الوظيفة في الموسم التاسع بسبب انتقاله إلى تولسا، أوكلاهوما. أصبح كاتب إعلانات مبتدئًا في وكالة إعلانات في وقت لاحق من ذلك الموسم. لدى تشاندلر تاريخ عائلي غريب كونه ابن أم روائية مثيرة وابن أب نجم مثلي الجنس يرتدي ملابس مغايرة في لاس فيغاس. يُعرف تشاندلر بإحساسه الساخر بالفكاهة، وحظه السيئ في العلاقات، وميله إلي أن يكون هدف النكات. ورغم ذلك، فهو لا يزال لطيفًا وعادةً ما يكون بمثابة صوت العقل علي النقيض من أصدقائه الأكثر غطرسةً وأنانيةً. يتزوج تشاندلر من مونيكا، إحدى أفضل صديقاته، في الموسم السابع، ويتبنى توأمين في نهاية المسلسل. قبل علاقته بمونيكا، قام تشاندلر بمواعدة جانيس هوسنشتاين في الموسم الأول، ثم انفصل عنها عدة مرات.[25]
- ديفيد شويمر بدور روس غيلر:
الأخ الأكبر «العبقري غريب الأطوار» لمونيكا، يعمل كعالم الأحياء القديمة في المتحف الأمريكي للتاريخ الطبيعي، ثم كأستاذ علم الأحياء القديمة في جامعة نيويورك. يدخل روس في علاقة متكررة ومتقطعة مع رايتشل طوال المسلسل. لديه ثلاث زيجات فاشلة خلال المسلسل: كارول ويليك، امرأة مثلية الجنس ووالدة ابنه بن غيلر؛ إميلي والثام والتي طلقته بعد أن قال اسم رايتشل بدلاً من اسمها عن طريق الخطأ خلال عهود زفافهما؛ ورايتشل حيث يتزوج الاثنان في حالة سكر في لاس فيغاس. أصبح طلاقه المتكرر مزحة مستمرة في المسلسل. رزق هو ورايتشل بابنته إيما في نهاية الموسم الثامن بعد قضاء ليلة واحدة معا. يعترفان أخيرًا أنهما ما زالا يحبان بعضهما البعض في نهاية المسلسل. من الواضح بشكل كبير في المسلسل المشتق جوي أن رايتشل تزوجت روس بعد نهاية المسلسل.[16]

يظهر جيمس مايكل تايلر في دور غونثر، وهو عامل تحضير القهوة في سنترال بيرك، في كل موسم من عرض المسلسل، ولكن يُنسب إليه فقط كنجم ضيف. لدى غونثر حب عميق سري لرايتشل طوال المسلسل بأكمله. أصبح غونثر بعدها مدير المقهى. كُشِف أنه يتحدث اللغة الهولندية بالإضافة إلى اللغة الإنجليزية، فضلاً عن كونه ممثلًا سابقًا في المسلسلات التليفزيونية الطويلة.
تقاضى أعضاء فريق التمثيل 22،500 دولار لكل حلقة في عقودهم الأصلية للموسم الأول. تلقى أعضاء فريق العمل رواتب مختلفة في الموسم الثاني، من نطاق 20،000 دولار إلى 40،000 دولار لكل حلقة. قرر فريق التمثيل الدخول في مفاوضات جماعية قبل مفاوضات رواتبهم للموسم الثالث، على الرغم من تفضيل شركة وارنر برذرز للصفقات الفردية. مُنح الممثلين راتب أقل عضو في فريق التمثيل. تقاضى أعضاء فريق التمثيل 75،000 دولار لكل حلقة في الموسم الثالث، و85،000 دولار في الموسم الرابع، و100،000 دولار في الموسم الخامس، و125،000 دولار في الموسم السادس، و750،000 ألف دولار في المواسم السابعة والثامنة، و1،000،000 دولار في المواسم التاسعة والعاشرة، مما جعل أنيستون، وكوكس، وكودرو الممثلات التلفزيونيات الأعلى أجرًا في التاريخ. تلقى فريق التمثيل أيضًا إتاوات عرضية بداية من عام 2000 بعد إعادة التفاوض. لم تُمنح في ذلك الوقت هذه الميزة المالية لجزء من الأرباح الخلفية المربحة للمسلسل إلا للنجوم الذين لديهم حقوق ملكية في أحد العروض، مثل جيري ساينفيلد وبيل كوسبي.
أراد مؤلف المسلسل ديفيد كرين أن يكون جميع الممثلين الستة على قدم المساواة، وٱشيد بالمسلسل باعتباره «أول عرض ‹طاقم مؤلف› حقيقي». بذل أعضاء فريق التمثيل جهودًا للحفاظ على شكل الفرقة وعدم السماح لعضو واحد بالسيطرة؛ وأدخلوا أنفسهم في نفس فئات التمثيل للحصول على الجوائز، واختاروا مفاوضات الراتب الجماعية، وطلبوا الظهور معًا في صور غلاف المجلة في الموسم الأول. أصبح أعضاء فريق العمل أيضًا أفضل أصدقاء خارج الشاشة لدرجة أن النجم الضيف المتكرر توم سيليك ذكر أنه شعر حينها أحيانًا بالإهمال.
ظل فريق العمل أصدقاء مقربين بعد نهاية عرض المسلسل وخاصة كوكس وأنيستون، حيث كانت أنيستون عرَّابة كوكو ابنة كوكس وديفيد أركيت. أقر كل من الممثلين على حدة في المقابلات في كتاب الوداع الرسمي التذكاري فريندز حتى النهاية (بالإنجليزية: Friends 'Til the End) بأن طاقم العمل أصبحوا كعائلة لهم.

## الحلقات

أصدقاء في موسمه الأول. في الأمام: كوكس، وأنيستون. في الخلف: لوبلان، وكودرو، وشويمر، وبيري.

### نظرة عامة للمسلسل
| الموسم   | الحلقات  | الحلقات  | الأصلي         | الأصلي       | الأصلي         | الرتبة | التقييمات | المشاهدون (بالملايين) |
| الموسم   | الحلقات  | الحلقات  | الأول          | الأخير       | الشبكة         | الرتبة | التقييمات | المشاهدون (بالملايين) |
| -------- | -------- | -------- | -------------- | ------------ | -------------- | ------ | --------- | --------------------- |
| 1        | 24       | 24       | 22 سبتمبر 1994 | 18 مايو 1995 | إن بي سي       | 8      | 15.6      | 24.8                  |
| 2        | 24       | 24       | 21 سبتمبر 1995 | 16 مايو 1996 | إن بي سي       | 3      | 18.7      | 31.7                  |
| 3        | 25       | 25       | 19 سبتمبر 1996 | 15 مايو 1997 | إن بي سي       | 4      | 16.8      | 26.1                  |
| 4        | 24       | 24       | 25 سبتمبر 1997 | 7 مايو 1998  | إن بي سي       | 4      | 16.1      | 25.0                  |
| 5        | 24       | 24       | 24 سبتمبر 1998 | 20 مايو 1999 | إن بي سي       | 2      | 15.7      | 24.7                  |
| 6        | 25       | 25       | 23 سبتمبر 1999 | 18 مايو 2000 | إن بي سي       | 5      | 14.0      | 22.6                  |
| 7        | 24       | 24       | 12 أكتوبر 2000 | 17 مايو 2001 | إن بي سي       | 5      | 12.6      | 22.1                  |
| 8        | 24       | 24       | 27 سبتمبر 2001 | 16 مايو 2002 | إن بي سي       | 1      | 15.0      | 26.4                  |
| 9        | 24       | 24       | 26 سبتمبر 2002 | 15 مايو 2003 | إن بي سي       | 2      | 13.5      | 23.9                  |
| 10       | 18       | 18       | 25 سبتمبر 2003 | 6 مايو 2004  | إن بي سي       | 5      | 13.6      | 24.6                  |
| لم الشمل | لم الشمل | لم الشمل | 27 مايو 2021   | 27 مايو 2021 | إتش بي أو ماكس | —      | —         | —                     |

### الموسم الأول
يقدم الموسم الأول الشخصيات الست الرئيسية التي تعيش في مدينة نيويورك: النادلة رايتشل غرين؛ والطباخة المحترفة مونيكا غيلر؛ وشقيقها عالم الحفريات روس غيلر؛ والمدلكة المستقلة غريبة الأطوار فيبي بوفيه؛ والممثل المكافح جوي تريبياني؛ وصديق روس من الجامعة، تشاندلر بينغ، والذي لا يُعرف مهنته بالضبط في شركة. تصل رايتشل إلى مقهى سنترال بيرك، مرتدية فستان زفافها، بعد أن تركت خطيبها، باري، طبيب تقويم الأسنان، في مذبح الكنيسة. تنتقل إلى شقة صديقتها من المدرسة الثانوية مونيكا، وتحصل على وظيفة كنادلة في سنترال بيرك.
غالبًا ما يحاول روس، الذي كان معجبًا برايتشل منذ المدرسة الثانوية، التعبير عن مشاعره تجاهها. ومع ذلك، فإن العديد من العقبات تقف في طريقه، بما في ذلك مخاوفه، ومواعدة رايتشل جارًا إيطاليًا يُدعى باولو، وحقيقة أن له طفلًا من زوجته السابقة المثلية جنسيًا، كارول، والتي تلده باسم بِنْ في وقت لاحق من هذا الموسم. لم يكن لدى جوي أبدًا حبيبة واحدة ويعاشر باستمرار مجموعة متنوعة من النساء. فيبي ملتوية، وغريبة الأطوار، ومعقدة إلي حدّ ما، ويرجع ذلك في الغالب إلى انتحار والدتها عندما كانت طفلة وعيشها في الشوارع لفترة من الوقت. ولكن المجموعة تحبها بغض النظر عن ذلك.
ينفصل تشاندلر عن صديقته جانيس (ماغي ويلر)، ليجد نفسه فقط يعيد مواعدتها طوال المسلسل. أخبر تشاندلر رايتشل بالصدفة مع قرب نهاية الموسم أن روس يحب رايتشل، بينما كان روس في بعثة حفريات في الصين. أدركت رايتشل بعد ذلك أنها تهتم به أيضًا. ينتهي الموسم مع انتظار رايتشل في المطار لعودة روس من الصين.

### الموسم الثاني
تحيي رايتشل روس في المطار لتكتشف فقط أنه عاد مع جولي (لورين توم)، وهي إحدى معارفه من الجامعة. انعكست محاولات رايتشل الفاشلة في البداية لإخبار روس بأنها تحبه لمحاولاته الفاشلة في الموسم الأول. تطور الخلاف بينهما بعد انفصاله عن جولي من أجلها عندما تكتشف رايتشل قائمة روس التي تضم سلبيات مواعدته لها. يدخلان في علاقة في النهاية بعد أن شاهدت رايتشل فيديو منزليا قديمًا لليلة حفلة التخرج لمونيكا ولها وأدركت أن روس كان سينوب كمواعد لها في حفلة التخرج التي كادت أن تُلْغى.
ترقت مونيكا إلى رئيسة الطباخين في مطعم إريديوم ثم طُردت لقبولها هدايا من أحد الموردين، وهو الأمر الذي يتعارض مع سياسة الشركة. واضطرت للعمل في وظيفة محرجة كنادلة في مطعم على طراز الخمسينيات من القرن الماضي بسبب احتياجها للمال. بدأت أيضًا في مواعدة ريتشارد بيرك (توم سيليك)، وهو صديق للعائلة مُطلق حديثًا ويكبرها ب21 عامًا. انفصلا في النهاية عندما أدركت مونيكا أن ريتشارد لا يريد المزيد من الأطفال كونه أبا لأطفال أخرين. ٱختير جوي للتمثيل في نسخة خيالية من المسلسل التلفزيوني أيام حياتنا كجراح الأعصاب الدكتور دريك راموراي. ينتقل من شقته وشقة تشاندلر، مما يجبر تشاندلر على الحصول على رفيق سكن جديد، إيدي (آدم غولدبرغ).
ومع ذلك، فإن إيدي مزعج ومضطرب إلى حد ما. تُقْتَل شخصية جوي عندما يدعي في مقابلة مع مجلة خاصة بالمسلسلات التلفزيونية الطويلة أنه يكتب العديد من سطوره الخاصة، مما يسيء إلى كاتب المسلسل. يعود جوي للعيش مع تشاندلر بعد أن أصبح غير قادر على تحمل تكاليف شقته الجديدة باهظة الثمن ويُطرد إدي في أثناء ذلك. يتحدث تشاندلر إلى امرأة مجهولة في غرفة دردشة عبر الإنترنت في نهاية الموسم. يتبين أن المرأة هي جانيس نفسها عندما يوافقان على الالتقاء شخصيًا.

### الموسم الثالث
يأخذ الموسم الثالث نسقًا أكثر تسلسلًا بشكل ملحوظ. يواعد تشاندلر جانيس لعدة حلقات حتى يجد جوي جانيس تقوم بتقبيل الذي سيصبح زوجها السابق قريبًا خلسةً. يحث تشاندلر جانيس على العودة إلى زوجها لعدم رغبته في تدمير عائلتها، ثم يصاب بالاكتئاب بسبب الانفصال عن جانيس لعدة حلقات. تركت رايتشل وظيفتها في سنترال بيرك وبدأت العمل في سلسلة المتاجر الراقية «بلومينغدايل». سرعان ما يشعر روس بالغيرة من زميلها مارك ويتقلق بسبب ساعات عمل رايتشل الطويلة. سئمت رايتشل من غيرته المستمرة وانعدام الثقة، وتقرر أنهما بحاجة إلى قطع العلاقة بينهما لفترة.
ينام روس المتألم وهو في حالة سكر مع كلوي «الفتاة المثيرة من زيروكس»، مما تسبب في انفصال رايتشل عنه كليًا. تعرفت فيبي على أخيها غير الشقيق فرانك جونيور (جيوفاني ريبيسي)، على الرغم من أنها اعتقدت في البداية أن ليس لديها عائلة باستثناء أختها التوأم أورسولا (ليزا كودرو)، كما اكتشفت والدتها الأصلية، فيبي أبوت (تيري جار) على مدار الموسم. يقع جوي في حب شريكته في التمثيل كيت (دينا ماير)، لكنه يغار من مواعدتها لمخرج مسرحيتهم. ويدخلان في علاقة قصيرة تنتهي عندما تقبل بوظيفة للتمثيل في لوس أنجلوس.
تواعد مونيكا المليونير بيت بيكر (جون فافرو)، على الرغم من أنها لم تنجذب إليه في البداية. ومع ذلك، انفصلت عنه بعد أن أُصيب بيت بجروح خطيرة في محاولته أن يصبح بطل بطولة القتال النهائي ورفضه التوقف عن ذلك. رتبت فيبي موعدًا غراميًا لروس مع صديقتها بوني (كريستين تايلور)، مما يثير غيرة رايتشل. تحاول رايتشل تخريب العلاقة عن طريق إجبار بوني على حلق رأسها لدرجة الصلع، وتعترف رايتشل في النهاية لروس بأنها ما زالت تشعر بمشاعر تجاهه. ينتهي الموسم مع اضطرار روس للاختيار بين رايتشل وبوني.

### الموسم الرابع
تصالح روس ورايتشل لفترة وجيزة في بداية الموسم الرابع بعد انفصاله عن بوني، ولكنهما ينفصلان بعد أن تظاهر روس بقراءة رسالة طويلة كتبتها له رايتشل. ومع ذلك، يواصل روس الإصرار على أن الاثنين كانا في فترة استراحة عندما نام مع كلوي، لذلك ينفصل الاثنان مرة أخرى. يواعد جوي كاثي (باغيت بروستر)، وهي فتاة معجب بها تشاندلر. يُقبِل كاثي وتشاندلر بعضهما لاحقًا، مما تسبب في حدوث دراما بين تشاندلر وجوي. يسامح جوي تشاندلر فقط ويسمح له بمواعدة كاثي بعد أن يقضي تشاندلر عيد الشكر في صندوق كعقوبة.
تنتهي علاقة تشاندلر مع كاثي بعد أن اكتشف أنها خانته مع شخص آخر بسبب جدال. تفقد فيبي وظيفتها كمدلكة بعد تقبيلها لأحد عملائها ريك سانوفين (جايسون بروكس) وترافق مونيكا التي أصبحت متعهدة تقديم الطعام للتأجير. سرعان ما بدأ عملًا تجاريًا لتقديم الطعام معًا، لكن عُرض على مونيكا منصب رئيسة الطباخين بعد مراجعتها السلبية لمطعم أليساندروز. أكدت مونيكا في النهاية هيمنتها في المطبخ على الرغم من تعرضها للضغط في البداية بسبب غضب زملائها في العمل. تصبح فيبي أمًا حاضنة لشقيقها وخطيبته أليس نايت (ديبرا جو راب).
تضطر مونيكا ورايتشل إلى تبادل الشقق مع جوي وتشاندلر بعد خسارة رهان خلال لعبة مسابقة، لكن تمكنتا من العودة عن طريق رشوتهما بتذاكر لحضور مباراة لنيكس الموسمية وقبلة لمدة دقيقة واحدة (خارج الشاشة) بينهما. خُفِضَت رتبة رايتشل بعد وفاة رئيستها، جوانا (أليسون لا بلاكا)، إلى التسوق الشخصي وتلتقي وتواعد لاحقًا عميلًا يُدعى جوشوا بورغين (تيت دونوفان). يبدأ روس في مواعدة امرأة إنجليزية تُدعى إميلي والتهام (هيلين باكسندل)، وسرعان ما يخطبها. تكافح رايتشل من أجل التأقلم وتقترح على جوشوا على عجل أن يتزوجا، لكنه يرفض ذلك. يسافر مجموعة الأصدقاء في نهاية الموسم لحضور حفل زفاف روس وإميلي في لندن، ما عدا رايتشل وفيبي الحامل. ينام تشاندلر ومونيكا معًا، وتدرك رايتشل أنها لا تزال تحب روس وتسافر إلى لندن لإيقاف زفاف روس وإيميلي، لكنها تغير رأيها عندما تراهما سعيدين معًا. ينطق روس عن طريق الخطأ اسم رايتشل على مذبح الكنيسة أثناء عهوده للزواج، مما صدم عروسه إميلي والضيوف.

### الموسم الخامس
يتزوج روس وإميلي، لكن إميلي الغاضبة والمُذَّلة تهرب من حفل الاستقبال. سرعان ما اعترفت رايتشل بحبها لروس، لكنها أدركت مدى سخافة ذلك ونصحته بالعمل على زواجه من إميلي. تقع رايتشل في إعجاب جارها داني (جورج نيوبيرن) ويتواعدان لفترة وجيزة، إلى أن أدركت أنه قريب جدًا من أخته كريستا (جولي لورين). يحاول مونيكا وتشاندلر الحفاظ على سرية علاقتهما الجديدة بعيدًا عن أصدقائهما. تلد فيبي ثلاثة توائم في الحلقة المائة من العرض. أنجبت طفلاً سموه فرانك بوفيه، جونيور جونيور، وفتاتين سموهما ليزلي وتشاندلر بوفيه (كان من المفترض أن يكون الأخير صبيًا، ولكن كُشِف لاحقًا على أنها بنت).
توافق إميلي على المصالحة مع روس والانتقال إلى نيويورك، بعد أسابيع من محاولته الإتصال بها، إذا قطع جميع الاتصالات مع رايتشل. يوافق روس على ذلك، لكنه يحضر لاحقًا مأدبة عشاء مع جميع أصدقائه، بمن فيهم رايتشل. تتصل إميلي بروس وتكتشف أن رايتشل موجودة هناك معه، وتدرك أنها لا تثق به وتنهي زواجهما. يُنَفِس روس عن غضبه في مكان عمله، مما أدى إلى طرده من العمل إلى أجل غير مُسمى من المتحف، وينتقل للعيش مع تشاندلر وجوي حتى حصل في النهاية على شقة جديدة تُطل على الشارع منهم.
تحصل رايتشل على وظيفة جديدة في رالف لورين. تبدأ فيبي علاقة لفترة قصيرة مع ضابط الشرطة غاري (مايكل رابابورت)، بعد العثور على شارته واستخدامها كشارتها. يعْلن مونيكا وتشاندلر عن علاقتهما، مما يفاجئ ويسعد أصدقائهما. وقررا الزواج في رحلة إلى لاس فيغاس، لكنهما عدلا عن ذلك بعد أن شاهدا روس ورايتشل وهما في حالة سكر يتعثران خارج كنيسة الزفاف.

### الموسم السادس
تبين في الحلقة الأولى للموسم السادس أن زواج روس ورايتشل كان خطًأ. نظرًا لحالة السُكر، لم يتذكره أحد منهما حتى ذكره الأصدقاء الآخرون. يعد روس رايتشل بأنه سيحصل على فسخ الزواج، لكنه لا يفعل شيئًا سرًا لأنه لا يستطيع مواجهة كون لديه ثلاث زيجات فاشلة. بحلول الوقت الذي تكتشف فيه رايتشل أنهما ما زالا متزوجين، يكون الفسخ مستحيلًا بسبب تاريخ الزواج؛ ويُجبران على الحصول على الطلاق. قرر مونيكا وتشاندلر العيش معًا بعد تجاهل العلامات العديدة التي تدل على وجوب زواجهما، مما أجبر رايتشل على الانتقال للعيش مع فيبي. يحصل جوي على رفيقة السكن الجديدة جانين (إيل ماكفيرسون). ويطوران مشاعر لبعضهم البعض ويتواعدان لفترة وجيزة حتى تنتقد جانين مونيكا وتشاندلر وتنهي العلاقة.
حصل جوي على وظيفة كنادل في مقهى سنترال بيرك بسبب كفاحه لدفع فواتيره بعد مغادرة جانين. وسرعان ما يحصل على دور في مسلسل كابل تلفزيوني يسمى «ماك أند تشيز»، حيث قام ببطولته جنبًا إلى جنب مع روبوت لمكافحة الجريمة. حصل روس على وظيفة تدريس في جامعة نيويورك ويواعد طالبته إليزابيث (ألكسندرا هولدن)، رغم أن ذلك ضد سياسة الجامعة. لا يوافق بول ستيفنز، والد إليزابيث (بروس ويليس)، على روس ولكنه يقع في حب رايتشل، ويبدأن في المواعدة. تنتهي كلا العلاقتين قريبًا: اعتبر روس أن إليزابيث غير ناضجة جدًا، وينفتح بول عاطفيًا حول علاقاته السابقة التي لم يتجاوزها، ما أعجز رايتشل عن التعامل معه. اشتعلت النيران في شقة فيبي ورايتشل، وانتقلت رايتشل للعيش مع جوي، بينما بقيت فيبي مع تشاندلر ومونيكا، على الرغم من تبادل ذلك لاحقًا. أثناء وجودها في متحف في قائمة لحفلات الزفاف طولها عامان، تضع مونيكا اسمها على قائمة الحجز على سبيل المزاح. يُصاب تشاندلر بالذعر عندما يعترض المكالمة الهاتفية للمتحف بشأن الإلغاء؛ ومع ذلك، كان تشاندلر يخطط لخطبة مونيكا رغم تظاهره بأنه قد لا يرغب في الزواج أبدًا.
أثناء تناول الطعام في مطعم فاخر، خرب صديق مونيكا السابق ريتشارد بيرك الذي ظهر بشكل غير مُتوقع محاولة خطبة تشاندلر لمونيكا المُخطط لها. أخبر ريتشارد لاحقًا مونيكا أنه يريد الزواج منها وإنجاب الأطفال. تنزعج مونيكا من تشاندلر، معتقدة أن هذا حيلة من تشاندلر حول عدم الرغبة في الزواج. يعتقد تشاندلر أن مونيكا تركته حتى يعود إلى المنزل ليجد شقتهما مزينة بالشموع وتنتظره لتتقدم له بطلب الزواج. عندما تصبح عاطفية للغاية بحيث لا يمكنها الاستمرار، يقوم تشاندلر بخطبتها وتقبل.

### الموسم السابع
يتبع الموسم السابع بشكل أساسي تخطيط مونيكا وتشاندلر لحفل زفافهما وسط مشاكل مختلفة. ٱلغي مسلسل جوي التلفزيوني، «ماك أند تشييز» ولكن عُرض عليه دوره القديم في مسلسل أيام حياتنا؛ ٱعيد ربط شخصيته في المسلسل بالكشف عن أن الدكتور دريك راموراي كان في غيبوبة لمدة أربع سنوات وٱحيى من خلال عملية زرع دماغ من شخصية أخرى. تحتوي شقة فيبي التي ٱصلحت على غرفة نوم واحدة كبيرة بدلاً من غرفتي نوم أصليتين، لذلك تبقى رايتشل بشكل دائم مع جوي. ترقت رايتشل في رالف لوران وتوظف بشكل متهور مساعدًا شابًا تاغ جونز (إدي كيهيل) بناءً على مظهره الجذاب، عوض امرأة أخرى أكثر تأهيلًا منه. يكتشف تاغ مشاعرها تجاهه في عشاء عيد الشكر، ويبدأن في المواعدة ويخفيان ذلك عن زملائهما في العمل. ومع ذلك، في عيد ميلادها الثلاثين، أنهت رايتشل علاقتها معه بعد أن أدركت أن تاغ صغير جدًا وغير ناضج. يشعر تشاندلر بالذعر ويختبئ قبل ساعات من حفل زفافه بمونيكا. وجدت فيبي ورايتشل اختبار حمل إيجابيًا في حمام مونيكا وتشاندلر. ويفترضان أن مونيكا حامل. يجد روس وفيبي تشاندلر ويقنعانه بالعودة للحفل، على الرغم من أنه اختفى مرة أخرى لفترة وجيزة بعد أن سمع فيبي ورايتشل يناقشان اختبار الحمل. ولكنه يخرج من مخبئه ويقتنع بفكرة الأبوة. نفت مونيكا أنها حامل بعد الحفل؛ ليتبين أن اختبار الحمل خاص برايتشل.

### الموسم الثامن
يبدأ الموسم الثامن في حفل زفاف مونيكا وتشاندلر. تكتشف فيبي ومونيكا حمل رايتشل ويقنعانها بإجراء اختبار آخر لتأكيد ذلك. زعمت فيبي في البداية أن الاختبار سلبي، وهو أمر مخيب للآمال بشدة لرايتشل، ثم كشفت أنه إيجابي قائلة إن رايتشل تعرف الآن كيف تشعر حقًا حيال إنجاب طفل. كُشِف في النهاية عن أن روس هو الأب، ويدور الموسم حول حمل رايتشل. توافق رايتشل وروس على أن يكونا أبوين مشاركين دون استئناف علاقتهما الرومانسية؛ يبدأ روس بمواعدة مونا (بوني سومرفيل)، وهي زميلة عمل مونيكا من مطعم أليساندرو. يصطحب جوي رايتشل إلى الخارج لتهدئة مخاوفها بشأن الأمومة، ويدرك أن لديه مشاعر رومنسية تجاهها. شجع جوي رايتشل على البقاء في شقة روس حتى يشارك في الحمل. وهو ما ماجعل مونا تنفصل عن روس. يخبر جوي روس عن مشاعره تجاه رايتشل. يغضب روس في البداية لكنه يقبل بذلك. أخبر جوي رايتشل أنه يحبها لكنها أدركت أنها لا تبادله نفس الشعور، ويظل الاثنان صديقين. أعطت والدة روس خاتمًا عائليًا موروثا عندما تبدأ رايتشل في المخاض وتشجعه على عرض الزواج على رايتشل. يتردد روس ويضع الخاتم في سترته، ثم يتركها لاحقًا في غرفة رايتشل. بعد أن تمزح مونيكا حول إنجاب الأطفال، قررت هي وتشاندلر إنجاب طفل ويبدأن في ممارسة الجنس بينما لا يزالان في المستشفى. تضع رايتشل طفلتها إيما بعد مخاض مطول نُقِل خلاله العديد من الأمهات الحوامل بما في ذلك جانيس إلى غرفة الولادة. وتشعر بالحزن والخوف بعد أن قالت لها جانيس لاحقًا إن روس قد لا يكون موجودا دائمًا لأجلها ولأجل طفلتها. يسقط الخاتم من سترة روس على الأرض عندما يواسي جوي رايتشل. لما ركع جوي لالتقاطه توافق رايتشل على الزواج منه ظنا منها أنه تقدم لخطبتها. يعتزم روس في هذه الأثناء سؤال رايتشل عما إذا كانت رايتشل تريد استئناف علاقتهما.

### الموسم التاسع
يبدأ الموسم التاسع بتعايش روس ورايتشل مع ابنتهما إيما، بعد أن أوضح جوي ورايتشل سوء فهم مشهد الخطبة في نهاية الموسم السابق. واجه مونيكا وتشاندلر عقبات أثناء محاولتهما إنجاب طفل: وافق تشاندلر دون علم على نقل العمل إلى تولسا وعُرضت على مونيكا وظيفة رئيس الطهاة في مطعم جديد مما أدى إلى انتقال تشاندلر للعمل يوميا ذهابًا وإيابًا. استقال تشاندلر لمتابعة مهنة جديدة في مجال الإعلان بعد ابتعاده عن مونيكا خلال عيد الميلاد، حيث بدأ كمتدرب غير مدفوع الأجر في وكالة إعلانية وتعين في النهاية كمؤلف إعلانات مبتدئ. يكتشف مونيكا وتشاندلر أنهما غير متوافقين جسديًا مع الحمل وقررا التبني بعد التفكير في الخيارات المتعددة. تبدأ فيبي مواعدة مايك هانيغان (بول رود) لمعظم الموسم إلى أن يعلن مايك إنه لا يريد الزواج مرة أخرى أبدًا. تواعد فيبي صديقها السابق من الموسم الأول ديفيد (هانك آزاريا) الذي يخطط لخطبتها، لكن يقوم مايك بخطبتها أولاً. ترفض فيبي كلا الخطبتين ولكنها تعود إلى مايك محتاجة فقط إلى الطمأنينة بأن لديهما مستقبلًا معًا. تعود رايتشل إلى عملها في رالف لورين مبكرًا بعد اعتقادها أن زميلها في العمل غافين (ديرموت مولروني) يحاول سرقة وظيفتها بينما كانت في إجازة أمومة. تكتشف في حفل عيد ميلادها أن غافن لديه مشاعر تجاهها. ويقبلان بعضهما ولكن لا يدخلان في علاقة بسبب تاريخ رايتشل مع روس. في هذه الأثناء، ينتقم روس من خلال مواعدة نساء أخريات بعد أن رأى القبلة بين رايتشل وغافين. انتقلت رايتشل وإيما للعيش مع جوي بعد أن أدركت أن عيشها مع روس غريب للغاية. تشعر رايتشل بالإعجاب مجددا بروس إلا أنها تشعر بالإحباط عندما يبدأ روس في مواعدة تشارلي (عايشة تايلور) وهي أستاذة جديدة في علم الأحياء القديمة. تسافر المجموعة في النهاية إلى باربادوس لخطاب روس الرئيسي في أحد المؤتمرات. انفصل جوي وتشارلي عند إدراكهما أنه لا يوجد شيء مشترك بينهما. يتعرف جوي بعد ذلك على مشاعر رايتشل تجاهه، لكنه يقول إنه لا يمكنهما الدخول في علاقة بسبب روس. ومع ذلك، عندما رأى جوي بأن روس وتشارلي يقبلان بعضهما البعض، يذهب إلى غرفة فندق رايتشل، وينتهي الموسم بقبلة بينهما.

### الموسم العاشر
يُنْهي الموسم العاشر العديد من خطوط القصة الطويلة الأمد. يحاول جوي ورايتشل التعامل مع مشاعر روس بشأن علاقتهما وبعد محاولات كارثية لإنجاح علاقتهما. يقرر الاثنان أنه من الأفضل أن يبقيا أصدقاء فقط. تنفصل تشارلي عن روس لتعود مع صديقها السابق. يدير جوي في منتصف الموسم حفل زفاف فيبي ومايك خارج مقهى سنترال بيرك بعد أن شلت عاصفة ثلجية المدينة ومنعهتم والضيوف من الوصول إلى مكان الزفاف. ٱختير مونيكا وتشاندلر من قبل امرأة حامل تدعى إيريكا (آنا فاريس) لتبني طفلها. يستعد مونيكا وتشاندلر بعد ذلك للانتقال إلى منزل في الضواحي لتربية أسرتهما مما يحزن الجميع وخاصة جوي. أنجبت إيريكا توأمين شقيقين في نهاية المسلسل مما أثار دهشة مونيكا وتشاندلر. طُردت رايتشل من رالف لورين بعد أن سمع رئيسها في العمل بأنها تجري مقابلة للحصول على وظيفة في غوتشي. قابلت رايتشل مارك زميلها السابق في بلومينغديل وعرض عليها وظيفة جديدة في لوي فيتون في باريس. يحاول روس معتقدا أن رايتشل تريد البقاء رشوة رئيسها في العمل السابق لإعادة توظيفها إلى أن يدرك أن رايتشل تريد الذهاب إلى باريس. عندما تودع رايتشل باكية الجميع باستثناء روس قي حفل سفرها، يواجهها روس غاضبًا وينتهي بهما الأمر بالنوم معًا. تغادر رايتشل ويتبعها روس إلى المطار بعد إدراكه لمدى حبه لها. تقول رايتشل إنها مضطرة للذهاب إلى باريس. تتصل رايتشل قبل إقلاع الطائرة بهاتف منزل روس وتترك بريدًا صوتيًا تعتذر فيه عن الطريقة التي انتهت بها علاقتهما. وتدرك أثناء التحدث أنها تحبه أيضًا وتنزل من الطائرة في اللحظة الأخيرة. ينتهي المسلسل مع جميع الأصدقاء بالإضافة إلى أطفال مونيكا وتشاندلر الجدد وهم يتركون الشقة الفارغة معًا لتناول فنجان قهوة نهائي في سنترال بيرك. ينتهي العرض أولاً بلقطة لمفاتيح الجميع لشقة مونيكا وتشاندلر على سطح المنضدة، ثم ينتقل إلى لقطة من باب الشقة الأرجواني.

## الإنتاج

### التصور
بدأ ديفيد كرين ومارتا كوفمان في تطوير ثلاثة حلقات تجريبية تلفزيونية جديدة ستعرض لأول مرة في عام 1994 بعد أن ألغت شبكة سي بي إس المسلسل الهزلي «ألبوم العائلة» (بالإنجليزية: Family Album) في عام 1993. قرر كرين وكوفمان عرض المسلسل حول «ستة أشخاص في العشرينات من العمر يشقون طريقهم في مانهاتن» لشبكة إن بي سي لأنهم اعتقدوا أنها ستكون مناسبة بشكل أفضل. قدم كرين وكوفمان الفكرة لشريكهما في الإنتاج كيفن إس. برايت الذي كان قد عمل كمنتج تنفيذي في مسلسلهما «دريم أون» (بالإنجليزية: Dream On) على قناة إتش بي أو. نشأت فكرة المسلسل عندما بدأ كرين وكوفمان يفكران في الوقت الذي أنهيا دراستهما الجامعية وبدءا العيش بمفردهما في نيويورك؛ اعتقدت كوفمان أنهم كانوا يتطلعان إلى وقت كان فيه المستقبل «أكثر من علامة استفهام». ووجدوا المفهوم مثيرًا للاهتمام حيث اعتقدوا أن «الجميع يعرف هذا الشعور»، ولأنه كان أيضًا شعورهم حيال حياتهم في ذلك الوقت. أطلق الفريق على المسلسل حينها عنوان «مقهى الأرق» (بالإنجليزية: Insomnia Café) وطرحوا الفكرة كعرض من سبع صفحات لقناة إن بي سي في ديسمبر 1993.
كان رئيس «إن بي سي إنترتايمنت» حينها وارن ليتلفيلد في الوقت نفسه يبحث عن مسلسل كوميدي يشارك فيه شباب يعيشون معًا ويتقاسمون النفقات. أراد ليتلفيلد أن تشارك المجموعة فترات لا تُنسى من حياتهم مع الأصدقاء الذين أصبحوا «أفرادًا جددًا بديلين للعائلة». ومع ذلك وجد ليتلفيلد صعوبة في إحياء هذا المفهوم ووجد أن السيناريهات التي طورتها إن بي سي سيئة. ٱعجب وارن ليتلفيلد بأن المنتجين يعرفون شخصياتهم عندما قام كوفمان وكرين وبرايت بتقديم فكرة «مقهى الأرق» (بالإنجليزية: Insomnia Cafe). اشترت إن بي سي الفكرة كحلقة تجريبية مما يعني أنن المنتجين خاطروا بعقوبات مالية إذا لم تُصَوَر الحلقة التجريبية. استغرق كوفمان وكرين كتابة سيناريو الحلقة التجريبية لمسلسل بعنوان «أصدقاء مثلنا» (بالإنجليزية: Friends Like Us) ثلاثة أيام. أراد ليتلفيلد أن يمثل المسلسل الجيل إكس ويستكشف نوعًا جديدًا من الترابط القبلي»، لكن المنتجين لم يوافقوا على ذلك. جادل كرين بأنه لم يكن مسلسلًا لجيل واحد، وأراد إنتاج مسلسل يستمتع الجميع بمشاهدته. ٱعجبت إن بي سي بالسيناريو وقامت بإعطاء الضوء الأخضر للمسلسل. وغيرت عنوانه إلى «واحد من ستة» (بالإنجليزية: Six of One)، ويرجع ذلك أساسًا إلى أنهم شعروا أن «أصدقاء مثلنا» كان عنوانا مشابها جدًا للمسلسل الهزلي لقناة أيه بي سي «أصدقائي هؤلاء» (بالإنجليزية: The Friends of Mine).

### تجارب الأداء

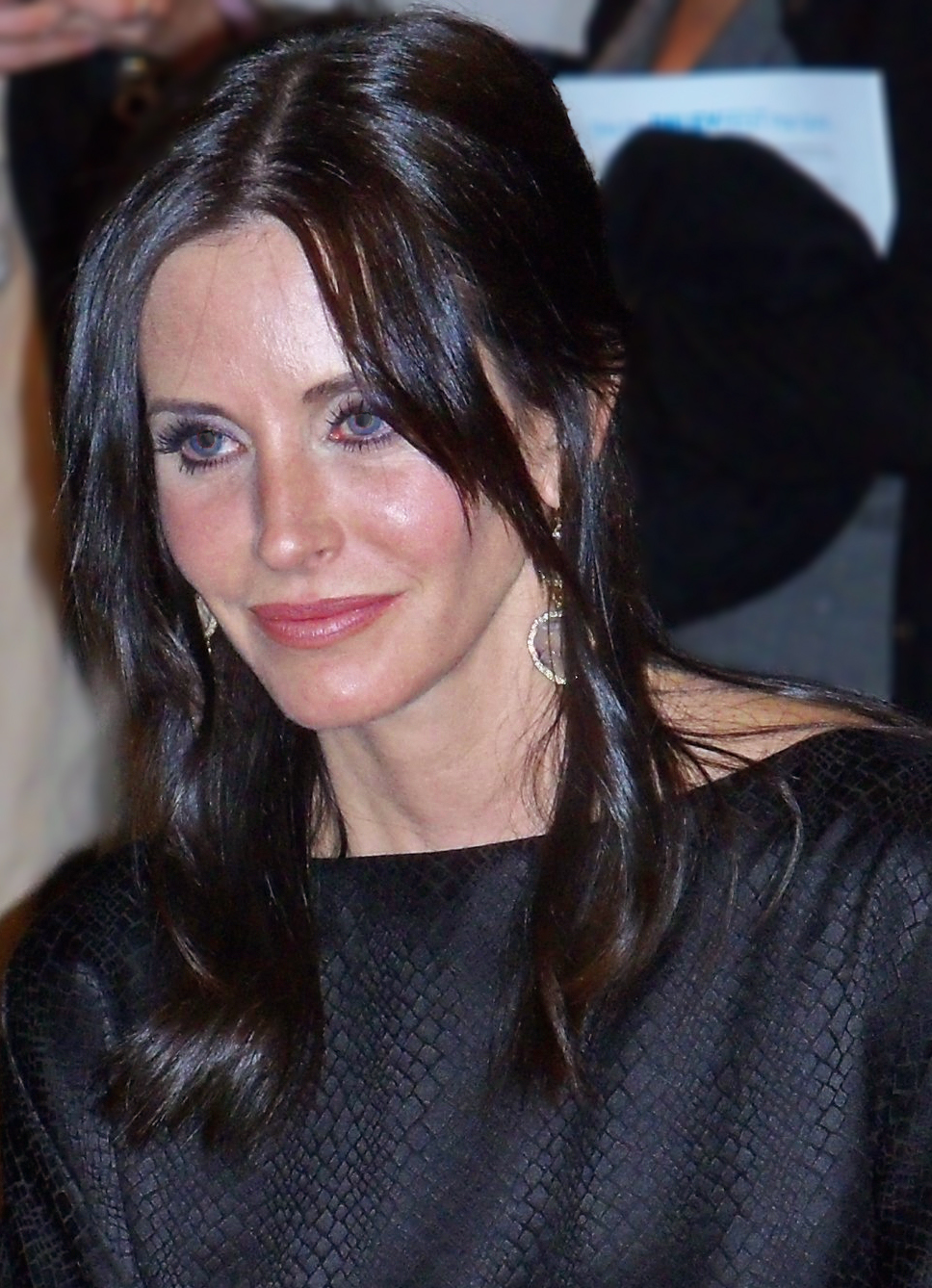
أراد المنتجون من كورتني كوكس (في الصورة) أن تلعب دور رايتشل ومن جينيفر أنيستون أن تلعب دور مونيكا؛ ولكن لم توافق الممثلتان على هذا، لذلك ٱختيرت كوكس في دور مونيكا وأنيستون في دور رايتشل

بمجرد أن أصبح واضحًا أن المسلسل كان مشروعًا مفضلًا في إن بي سي أفاد وارن ليتلفيلد أنه كان يتلقى مكالمات من كل وكيل في المدينة، لأنهم أرادوا أن يكون عميلهم جزءًا من المسلسل. ٱجريت اختبارات الأداء للأدوار الرئيسية في نيويورك ولوس أنجلوس. اختار مخرج تجارب الأداء القائمة المختصرة ل1000 ممثل تقدموا لكل دور وصولاً إلى 75. قرأ أولئك الذين تلقوا رد اتصال الدور أمام كرين وكوفمان وبرايت. خُفِض عدد الممثلين المحتملين في نهاية شهر مارسإلى ثلاثة أو أربعة لكل دور، وطُلب من هؤلاء الممثلين القراءة لليز مونفيس رئيس تلفزيون وارنر برذرز.
كتب منتجو المسلسل شخصية روس في ذهنهم وربطوه مع الممثل ديفيد شويمر بعد أن عملو معه في الماضي، وكان أول ممثل يُقْبل في تجارب الأداء. أرادت كوكس أن تلعب دور مونيكا لأنها أحبت شخصيتها «القوية»، لكن المنتجين خططوا لها في البداية أن تلعب دور رايتشل بسبب «طاقتها المبتهجة والمتفائلة» والتي لم تكن كما تصوروا مونيكا؛ بعد اختبار كوكس وافقت كوفمان على كوكس وحصلت على الدور. عندما قام مات لوبلان باختبار أداء جوي، وضع «قالبا مختلفًا» للشخصية. لقد لعب الممثل دور جوي بطريقة أكثر بساطة مما هو مقصود وأعطى روحا للشخصية. أخبرت القناة بقبول لوبلان على الرغم من أن كرين وكوفمان لم يرغبا في أن يقوم بالدور في ذلك الوقت. ٱختير كل من جينيفر أنيستون وماثيو بيري وليزا كودرو بناءً على تجارب الأداء التي أجروها.
حدثت المزيد من التغييرات في أحداث المسلسل أثناء عملية تجارب الأداء. وجد الكتاب أنه كان عليهم تعديل الشخصيات التي كتبوها لتناسب الممثلين، وحدثت عملية اكتشاف الشخصيات طوال الموسم الأول. اعترفت كوفمان بأن شخصية جوي أصبحت «هذا الكائن الجديد تمامًا»، وأنهم «لم يدركوا مدى متعة شخصية مونيكا حتى قاموا بتصوير بأول حلقة عيد الشكر.»

### الكتابة

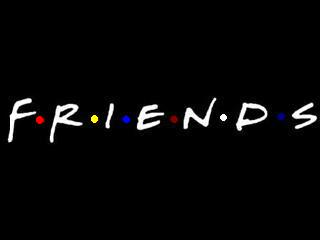
شعار مسلسل فريندز

راجع كرين وكوفمان وبرايت النصوص المرسلة التي أعدها الكتاب في الأصل لمسلسلات أخرى، وخاصة حلقات لم تُنْتَج من مسلسل ساينفيلد في الأسابيع التي تلت طلب إنتاج مسلسل فريندز من قناة إن بي سي. استأجر كوفمان وكرين فريقًا من سبعة كتاب شباب لأنه «عندما يبلغ الإنسان الأربعين من العمر، لا يمكنه فعل ذلك بعد الآن. وتبحث الشبكات والاستوديوهات عن الشباب القادمين من الجامعة.» شعر المنتجون أن استخدام ستة أحرف متساوية بدلاً من التأكيد على واحدة أو اثنتين سيسمح ب«عدد لا يحصى من الوقائع المنظورة ويعطي أرجل العرض.» جاءت غالبية أفكار القصة من الكُتَّاب، على الرغم من أن الممثلين أضافوا أفكارًا كذلك. ظهرت فكرة الحب الكبيرة بين روس ورايتشل خلال الفترة التي كتب فيها كوفمان وكرين السيناريو التجريبي على الرغم من أن الكُتَّاب خططوا في الأصل لقصة الحب الكبيرة لتكون بين جوي ومونيكا.
طلبت إن بي سي تغيير النص أثناء إنتاج الحلقة التجريبية لتبرز قصة مهيمنة واحدة وعدة قصص ثانوية، لكن الكتاب رفضوا معللين ذلك برغبتهم في الحفاظ على ثلاث قصص متساوية الثقل. أرادت إن بي سي أيضًا من الكتاب تضمين شخصية أكبر سنًا لتحقيق التوازن بين الصغار. أُجبر كرين وكوفمان على الامتثال وكتبوا مسودة حلقة مبكرة ظهرت فيها شخصية «بات الشرطي» الذي سيستخدم لتقديم المشورة للشخصيات الأخرى. وجد كرين أن هذه الفكرة سيئة، وقالت كوفمان مازحة «هل تعرف كتاب الأطفال [كذا] ‹بات الأرنب› لقد كان لدينا بات الشرطي.» رضخت إن بي سي في النهاية وتخلت عن الفكرة.
كان المنتجون يحددون في كل صيف الخطوط العريضة للموسم التالي. قبل بدء إنتاج الحلقة، كان كوفمان وكرين يراجعان النص الذي كتبه كاتب آخر، خاصة إذا كان هناك شيء يتعلق بالمسلسل أو الشخصية يشعران بأنه غريب. كانت الحلقات الأصعب في الكتابة هي «الحلقة الأولى والأخيرة من كل موسم.» حُدِّدت فكرة العلاقة بين جوي ورايتشل في منتصف الموسم الثامن على عكس القصص الأخرى. لم يرغب الكتاب في عودة روس ورايتشل معًا قريبًا، وأثناء البحث عن عائق رومانسي اقترح واحد من كتاب السيناريو اهتمام جوي برايتشل. دُمِجت القصة في الموسم. ومع ذلك ٱختتمت القصة حتى عادت إلى الظهور مرة أخرى في ختام الموسم عندما خشي الممثلون أن تجعل القصة شخصياتهم غير مرغوب فيها. بالنسبة للموسم التاسع، لم يكن الكتاب متأكدين من مقدار القصة التي يجب تقديمها لطفل رايتشل لأنهم أرادوا ألا يدور العرض حول طفلة والا يتظاهروا بأنها ليست موجودة. قال كرين إن الأمر استغرق منهم بعض الوقت لقبول فكرة الموسم العاشر، وهو ما قرروا القيام به لأن لديهم ما يكفي من القصص المتبقية لإكمالها لتبرير الموسم. لم يكن كوفمان وكرين سيوافقان على الموسم الحادي عشر حتى لو أراد جميع أعضاء فريق التمثيل الاستمرار.
ٱنشئ تنسيق عنوان الحلقة - «الواحدة ...» (بالإنجليزية: «The One ...») - عندما أدرك المنتجون أن عناوين الحلقة لن تظهر في شارة البداية، وبالتالي ستكون غير معروفة لمعظم الجمهور. تبدأ عناوين الحلقات رسميًا ب«الواحدة ...» باستثناء عنوان الحلقة الأولى «الحلقة التجريبية» والحلقة الأخيرة «الواحدة الأخيرة». كان لدى «الحلقة المائة» في الموسم الخامس العنوان البديل «الواحدة مع التوأم الثلاثي».

### التصوير

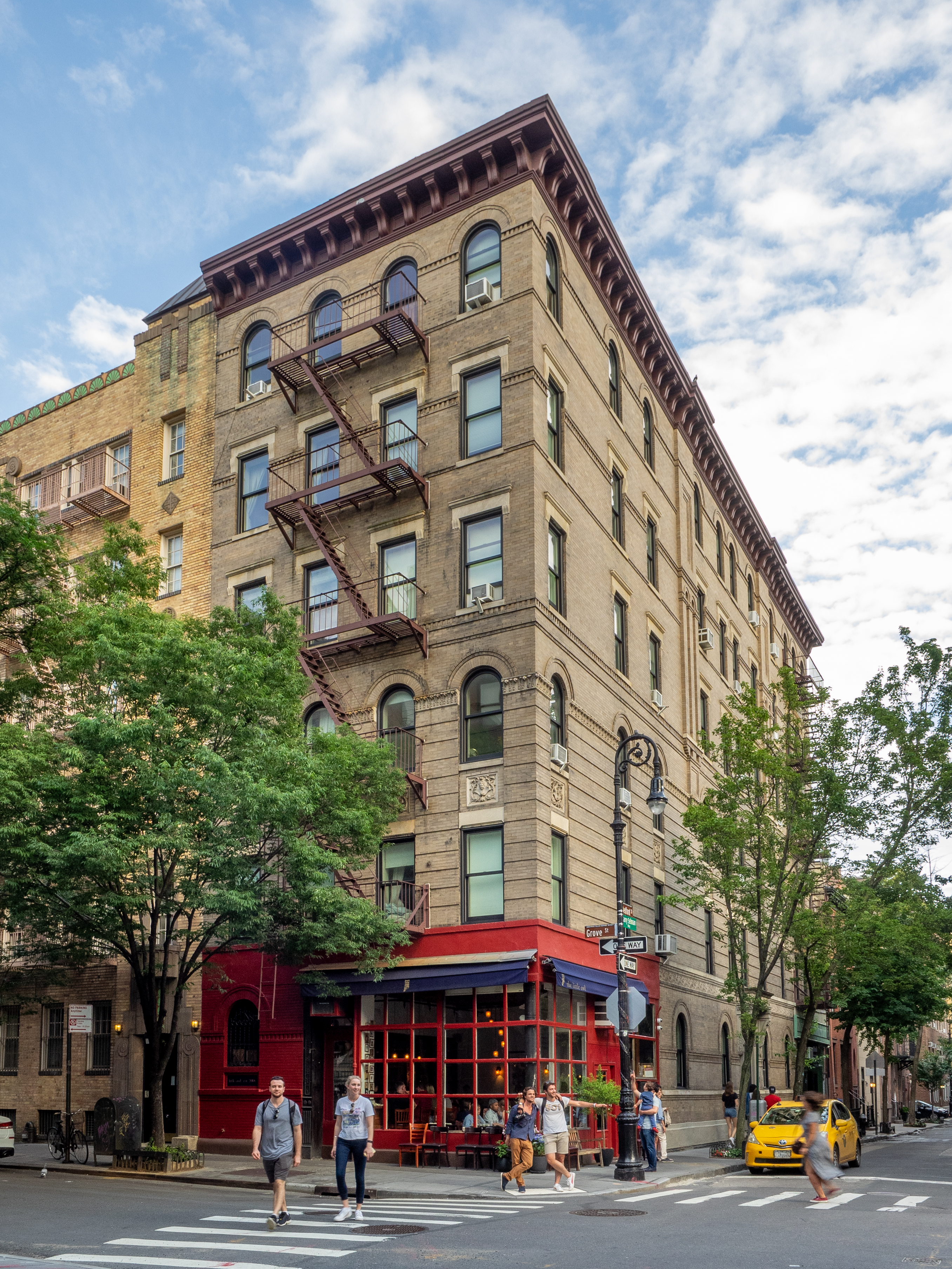
استخدم مبنى 90 بيدفورت ستريت في غرينتش فيليج كمجمع سكني لفريندز في إنشاء اللقطات

صُوِرَ الموسم الأول في استوديو التصوير الخامس في استوديوهات وارنر براذرز في بربانك، كاليفورنيا. كان المسؤولون التنفيذيون في إن بي سي قلقين من أن الإطار المكاني للمقهى كان مفعمًا بالحيوية وطلبوا وضع إطار المسلسل المكاني في مطعم، لكنهم وافقوا في النهاية على المقهى. صُوِّرَت شارة بداية المسلسل في نافورة في مزرعة وارنر براذرز في الساعة 4:00 صباحًا، بينما كان الجو باردًا بشكل خاص في الصباح الباكر. انتقل الإنتاج إلى استوديو التصوير 24 الأكبر في بداية الموسم الثاني، والذي أعيدت تسميته ب«إطار تصوير فريندز» بعد نهاية المسلسل. بدأ تصوير المسلسل في صيف 1994 أمام جمهور حي ٱعطوا ملخصًا عن المسلسل للتعرف على الشخصيات الست الرئيسية؛ قام ممثل كوميدي مأجور بترفيه جمهور الاستوديو بين فترات التصوير. استغرقت كل حلقة مدتها 22 دقيقة ست ساعات لتصويرها - ضعف طول معظم تسجيلات المسلسلات الكوميدية الأخرى - ويرجع ذلك أساسًا إلى عمليات إعادة تسجيل النص وإعادة كتابته.
على الرغم من أن المنتجين أرادوا دائمًا العثور على القصص الصحيحة للاستفادة من تواجدهم في الموقع، لم يُصَوَِر فريندز مطلقًا في نيويورك. شعر برايت أن التصوير خارج الاستوديو جعل الحلقات أقل مرحًا حتى عند التصوير بالخارج وأن الجمهور الحي كان جزءًا لا يتجزأ من المسلسل. عندما ٱنتقد المسلسل لتصويره بشكل غير صحيح لنيويورك بسبب قدرة مجموعة من الأصدقاء على شراء شقق كبيرة رغم قدرتهم المالية المتعثرة، أشار برايت إلى أنه كان يجب على الشقق أن تكون كبيرة بما يكفي للكاميرات والإضاءة و «ليكون الجمهور قادرًا على رؤية ما يحدث»؛ وأن الشقق احتاجت أيضًا إلى توفير مكان للممثلين لتنفيذ النصوص المضحكة. صُوِّرَت الحلقة الأخيرة للموسم الرابع في الموقع في لندن لأن المنتجين كانوا على دراية بشعبية المسلسل في المملكة المتحدة. صُوِّرَت المشاهد في استوديو بثلاثة جماهير مكونة من 500 شخص. كانت هذه هي أكبر الجماهير الحية للمسلسل طوال عرضه. صُوِّرَت الحلقة الأخيرة للموسم الخامس التي كان إطارها المكاني لاس فيغاس في استوديوهات وارنر براذرز، على الرغم من أن برايت التقى بأشخاص اعتقدوا أنها صُوِّرَت حقا في المدينة.

## الحلقة الأخيرة

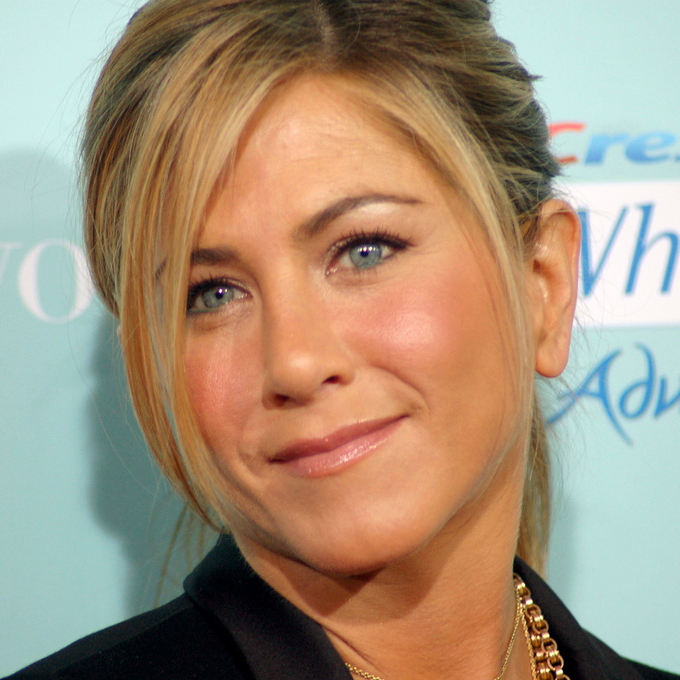
أصبح طاقم العمل عاطفيًا للغاية أثناء تصوير الحلقة الأخيرة. أوضحت جينيفر أنيستون أنهم كانوا حينها «مثل الأواني الحساسة للغاية تسارع نحو جدار من الطوب.»

أكمل مؤلفو المسلسل المسودة الأولى من الحلقة الأخيرة التي استمرت ساعة في يناير 2004 قبل أربعة أشهر من بثها الأصلي. شاهد كرين وكوفمان وبرايت الحلقات الأخيرة لمسلسلات كوميدية أخرى لإعداد مخطط الحلقة، مع الانتباه إلى ما نجح وما لم ينجح فيها. وأحبوا الحلقات الأخيرة التي ظلت وفية للمسلسل، مستشهدين بنهاية مسلسل برنامج ماري تايلر مور كمعيار ذهبي. واجه كرين وكوفمان وبرايت صعوبة في كتابة النهاية إذ لم يرغبوا في القيام «بمفهوم رفيع أو إخراج العرض من العرض.» صُوِّرَت الأجزاء الأكثر أهمية في الحلقة الأخيرة بدون جمهور وبأقل عدد من أفراد الطاقم. استمتع الممثلون الرئيسيون بالحلقة الأخيرة وكانوا واثقين من رد فعل المعجبين بالمثل:
روجت إن بي سي بشدة للحلقة الأخيرة المسلسل والذي سبقه أسابيع من الضجيج الإعلامي. نظمت فروع إن بي سي المحلية حفلات مشاهدة في جميع أنحاء الولايات المتحدة، بما في ذلك حدث في «يونيفرسال سيتي ووك» يضم بثًا خاصًا للحلقة الأخيرة على شاشة أستروفيجن خارجية. كانت النهاية موضوع حلقتين من برنامج «دايتلاين إن بي سي» استمرت إحداهما لمدة ساعتين. عُرِض حلقة خاصة بأثر رجعي مدتها ساعة واحدة لمقاطع من الحلقات السابقة قبل بث الحلقة الأخيرة. صُوِّرَت حلقة من حلقات برنامج «عرض الليلة مع جاي لينو» في إطار التصوير المكاني لمقهى سنترال بيرك أين صور فريندز، والتي تضمنت طاقم المسلسل كضيوف. بلغ متوسط أسعار الإعلان للنهاية 2 مليون دولار لمدة 30 ثانية من الوقت التجاري، محطمة الرقم القياسي الذي حققه إعلان الحلقة الأخيرة لمسلسل ساينفيلد عند 1.7 مليون دولار.
شاهد 52.5 مليون مشاهد في الولايات المتحدة الحلقة الأخيرة في 6 مايو 2004، مما جعلها البث الترفيهي الأكثر مشاهدة منذ الحلقة الأخيرة لمسلسل ساينفيلد في عام 1998. على الرغم من أنها ليست الحلقة الأكثر مشاهدة من المسلسل، وكانت رابع أكثر حلقة أخيرة لمسلسل مشاهدة في تاريخ التلفزيون، بعد حلقات الأخيرة لمسلسلات ماش وتشيرز وساينفيلد والتي شاهدها على التوالي 105 و 80.4 و 76.2 مليون مشاهد. شاهد حوالي 36 مليون مشاهد الحلقة بأثر رجعي، وكانت الحلقة الأخيرة ثاني أكثر بث تلفزيوني مشاهدة لهذا العام في الولايات المتحدة، بعد بطولة سوبر بول الرياضية فقط. تكهن النقاد الإعلاميون حول مصير نوع مسلسلات كوميديا الموقف بعد بث الحلقات الأخيرة من فريندز و فرايجر. تباينت الآراء المعبر عنها بين الإشارة إلى نهاية نوع مسلسلات كوميديا الموقف، وانخفاض طفيف في التاريخ الكبير لهذا النوع، ونقص عام للمسلسلات لصالح برامج تلفزيون الواقع.

## حلقة لم الشمل الخاصة
أعلنت صحيفة هوليوود ريبورتر في 12 نوفمر أن تلفزيون وارنر برذرز كانت تعمل على تطوير حلقة خاصة للم الشمل لمسلسل فريندز لصالح شبكة إتش بي أو ماكس من شأنه أن يضم عودة الممثلين والمؤلفين بالكامل أكدت إتش بي أو ماكس في 21 فبراير 2020 أن حلقة لم الشمل الخاصة التي ٱطلق عليه مؤقتًا «الواحدة حيث عادوا جميعا» كان من المقرر إصدارها في مايو من نفس العام، جنبًا إلى جنب مع ال236 حلقة أصلية من المسلسل. ٱعلن عن تأجيل عرض الحلقة الخاصة في 18 مارس 2020 والتي كان من المقرر تصويرها في إطار التصوير المكاني لفريندز في 23 و 24 مارس إلى أجل غير مسمى وذلك بسبب جائحة فيروس كورونا. كتب الممثل ماثيو بيري تغريدة على موقع تويتر في نوفمبر 2020 معلنا فيها أنه من المقرر أن يبدأ تصوير حلقة لم الشمل في مارس 2021. ٱصدر إعلان دعائي في 13 مايو 2021 ٱعلن فيه رسميًا عن حلقة «فريندز: لم الشمل» المعروفة أيضًا باسم «الواحدة حيث عادوا جميعا». أصدرت إتش بي أو ماكس حلقة لم الشمل الخاصة في 27 مايو 2021.

## الاستقبال

### الاستقبال النقدي
كانت المراجعات المبكرة للمسلسل مختلطة؛ يحمل الموسم الأول درجة 65 من 100 في موقع ميتاكريتيك بناءً على 24 مراجعة عينة مما يشير إلى «المراجعات الإيجابية بشكل عام». كتب الصحفي توم فيران من جريدة ذا بلين ديلر أن المسلسل رُوِّجَ «بشكل غامض وأقل نجاحًا على أسلوب تعليق ساينفيلد» بينما أطلقت عليه الصحفية آن هودجز من صحيفة هيوستن كرونيكل اسم «ساينفيلد الجديد المتمني لكنه لن يكون أبدًا مضحكا مثل ساينفيلد». أطلق الصحفي راي ريتشموند في صحيفة «لوس أنجلوس ديلي نيوز» على المسلسل لقب «أحد مسلسلات الكوميديا الأكثر إشراقًا في الموسم الجديد»، ووصفته صحيفة لوس أنجلوس تايمز بأنه «أفضل مسلسل كوميدي للموسم الجديد.»
وجدت جيني هولبرت من جريدة شيكاغو سن-تايمز أن خصائص جوي ورايتشل مختلفة، بينما أشاد ريتشموند بالممثلين على أنهم «فرقة شبابية محبوبة» مع «وجود كيمياء جيدة بينهم». أشاد الصحفي روبرت بيانكو من جريدة يو إس إيه توداي بديفيد شويمر ووصفه بأنه «رائع». كما أشاد بالبطولات النسائية لكنه كان قلقًا من أن بيري في دور تشاندلر كان «غير محدد» وأن لوبلان كان «يعتمد كثيرًا على نفس روتين العاشق ميت الدماغ، وهو الأمر الذي كان سيئا بالفعل في آخر مرتيين جربهما فيها.» يعتقد كاتبو كتاب «أصدقاء مثلنا: الدليل غير الرسمي لفريندز» (بالإنجليزية: Friends Like Us: The Unnoficial Guide to Friends) أن طاقم الممثلين «يحاول [التمثيل] كثيرا جدًا»؛ وخاصة ماثيو بيري وديفيد شويمر.

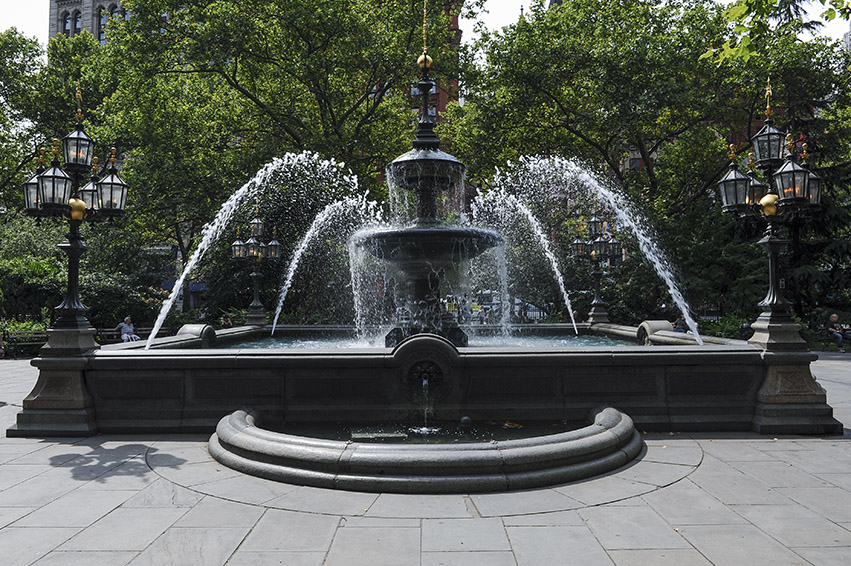
نافورة فريندز المائية

أصبحت المراجعات أكثر إيجابية مع تقدم عرض مواسم المسلسل وأصبح مسلسل فريندز أحد أشهر المسلسلات الكوميدية في عصره. ويصنف الآن غالبًا من بين أفضل البرامج التلفزيونية على الإطلاق. أشاد النقاد بالمسلسل لكتابته الحادة باستمرار وللتناغم بين الممثلين الرئيسيين. تبرأ الناقد الفني نويل هولستون من جريدة نيوزداي من مراجعته السابقة حيث انتقد سلبيا الحلقة التجريبية باعتبار المسلسل «متمنيًا لساينفيلد» في عام 1994 وشعر بالرغبة في كتابة اعتذار لكتاب المسلسل.
تعتقد الكاتبة هيذر هافريلسكي من موقع صالون أن المسلسل «خطى خطوته» في الموسم الثاني. وجدت هافريلسكي أن النكات والمواقف الخاصة بالشخصيات «يمكن أن تجعلك تضحك بصوت عالٍ عدة مرات في كل حلقة» وبأن جودة الكتابة قد سمحت للقصص بأن تكون «أصلية ومبتكرة». وصف بيل كارتر من صحيفة نيويورك تايمز الموسم الثامن بأنه «عودة مذهلة حقًا». وجد كارتر أنه من خلال «توليد قصص ساخنة جديدة وضحكات عالية الديسيبل»، عاد المسلسل إلى قلوب معجبيه. ولكن شعرت ليان بونين من مجلة إنترتينمنت ويكلي أن اتجاه الموسم التاسع كان «مفاجأة مخيبة للآمال»، ناقدة الاستعمال الكثيف لضيوف الشرف المشاهير. لاحظت بونين أن «الكتابة [كانت] لا تزال حادة» على الرغم من خيبة أملها من الموسم. اعتقدت هافريلسكي أن الموسم العاشر كان «سيئا بشكل مروع، أسوأ بكثير مما يُتَخَيَل لمسلسل كان جيدًا جدًا.» ظهر المسلسل في قائمة مجلة تايم ل«أفضل 100 برنامج تلفزيوني على الإطلاق» قائلة أن «السر المخفي جيدًا لهذا المسلسل هو أنه أطلق على نفسه اسم فريندز، ولكنه كان حقًا يتعلق بالعائلة.»
كانت تقييمات الحلقة الأخيرة من المسلسل إيجابية في الغالب. وصف روبرت بيانكو من صحيفة يو إس إيه توداي الحلقة الأخيرة بأنها مسلية ومرضية وأثنى عليها لمزجها بين العاطفة والفكاهة مع تسليط الضوء على كل نجوم المسلسل. أشادت سارة رودمان من صحيفة بوسطن هيرالد بأنيستون وشويمر لتمثيلهما، لكنها شعرت أن لم شمل شخصياتهما كان «بارعا بعض الشيء، حتى لو كان هذا هو ما أراده معظم جماهير العرض.» شعر روجر كاتلين من صحيفة هارتفورد كورانت أن الوافدين الجدد إلى المسلسل «سيتفاجئون بمدى كون هذه العلاقة غير مضحكة، وكيف تعتمد كل هفوة متوترة تقريبًا على الغباء المطلق لشخصياتها». أشار كين باريش بيركنز في صحيفة فورت وورث ستار-تيليغرام إلى أن النهاية كانت «مؤثرة أكثر من كونها كوميدية، أكثر إرضاءً من حيث الإغلاق من الركبتين المضحكين.»
اتهم ريتشارد كورتيس كاتب مسلسل مستر بين في برنامج على قناة آي تي في في عام 2021 كُتَّاب مسلسل فريندز بسرقة النكتة التي تضمنت أن جوي يعلق ديكا روميا على رأسه في حلقة «الواحدة مع كل أعياد الشكر» من حلقة «عيد ميلاد مجيد مستر بين» لعام 1992 والتي علق فيها مستر بين ديكا روميا على رأسه في تلك الحلقة بعد أن فقد ساعته أثناء حشو الديك الرومي ووضع رأسه في محاولة لاستعادتها. ومع ذلك، جادل الممثل روان أتكينسون بأن النكات مجعولة لتُسرق أو لتُلهم نكاتا غيرها.

### الجوائز

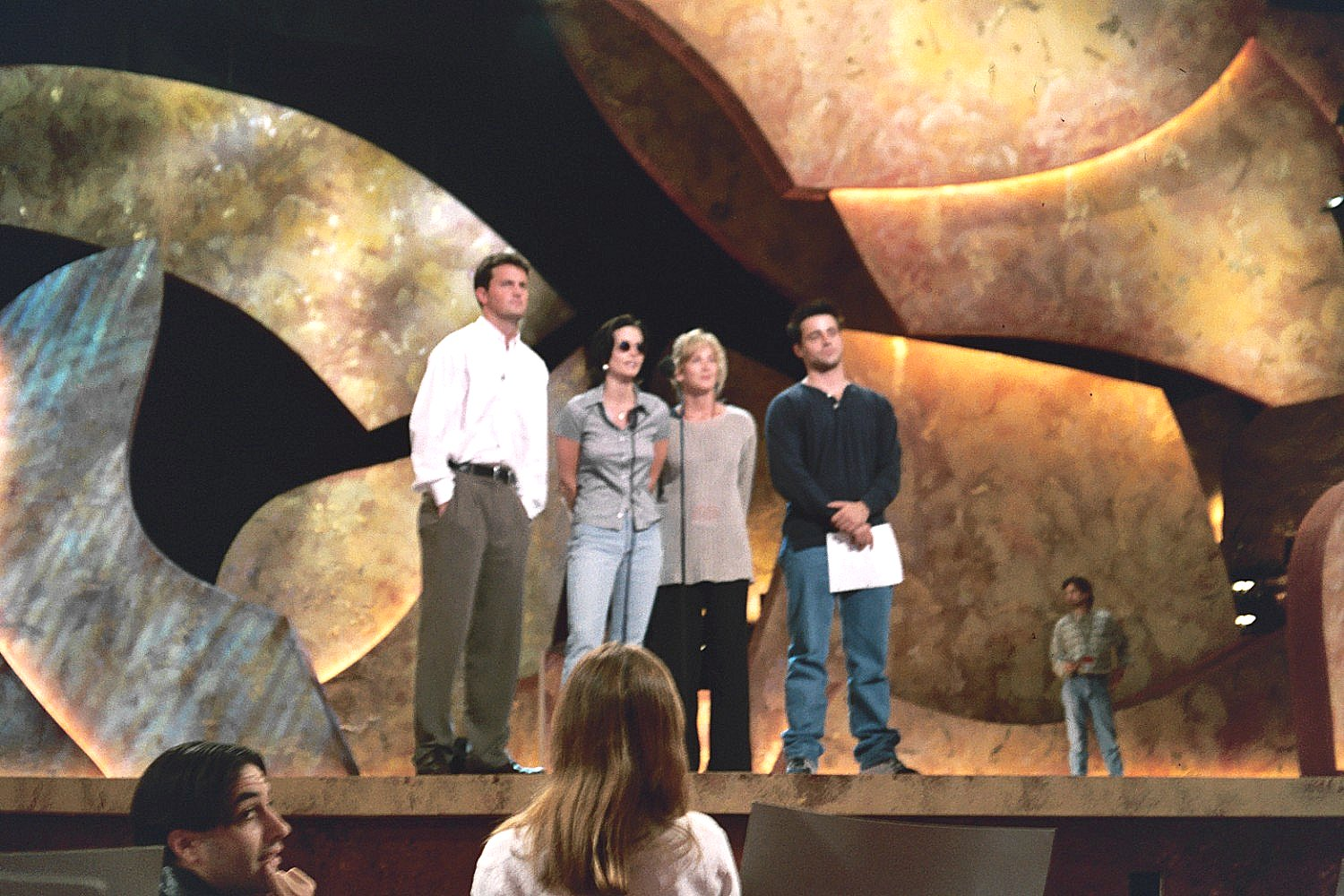
ثلاثة أعضاء من فريق فريندز في تحضيرات حفل جائزة الإيمي برايم تايم لعام 1995

قرر أعضاء فريق التمثيل الرئيسي الدخول في نفس فئات التمثيل للحصول على الجوائز بهدف الحفاظ على تنسيق أبطال المسلسل. قرر الممثلون بداية من الموسم الثامن من المسلسل تقديم أنفسهم في اقتراع الممثل الرئيسي، بدلاً من فئة الممثل مساعد. رُشِح المسلسل ل62 جائزة إيمي، وفاز ب6 جوائز منها. كانت كل من جينيفر أنيستون وليزا كودرو الممثلين الرئيسيين الوحيدين في فريق التمثيل اللذان فازا بجائزة إيمي، بينما كانت كورتني كوكس الممثل الوحيد الذي لم يترشح. فاز المسلسل بفئة «أفضل مسلسل كوميدي» في عام 2002 عن الموسم الثامن، حيث تلقى ترشيحات في أعوام 1995 و1996 و1999 و2000 و2003.

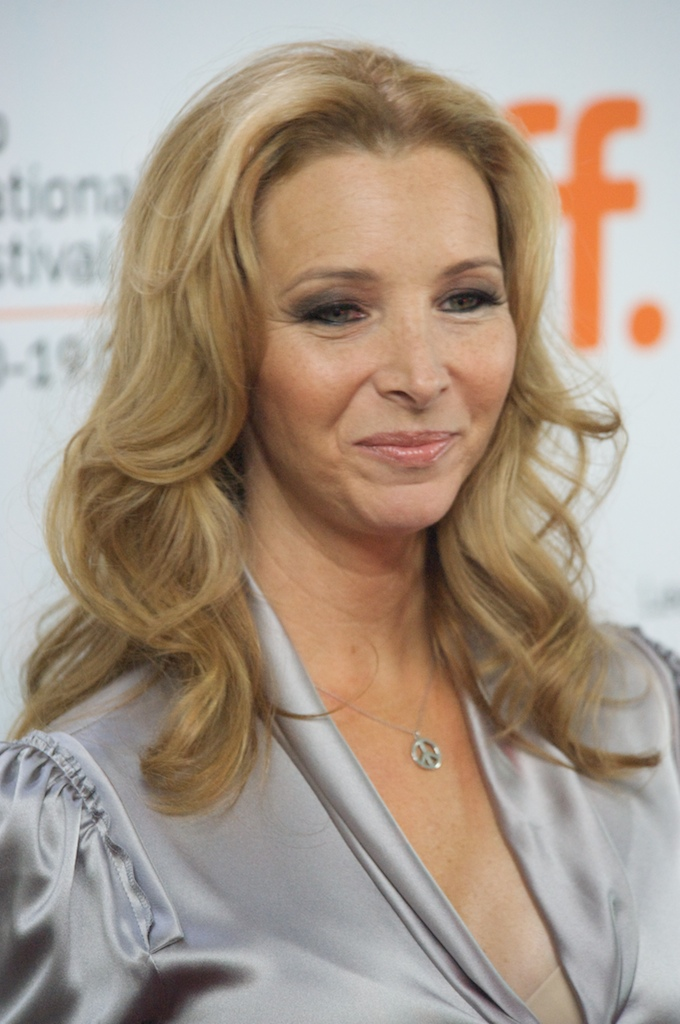
فازت الممثلة ليزا كودرو بجائزة إيمي برايم تايم لأفضل ممثلة في دور مساعد في مسلسل كوميدي في عام 1998

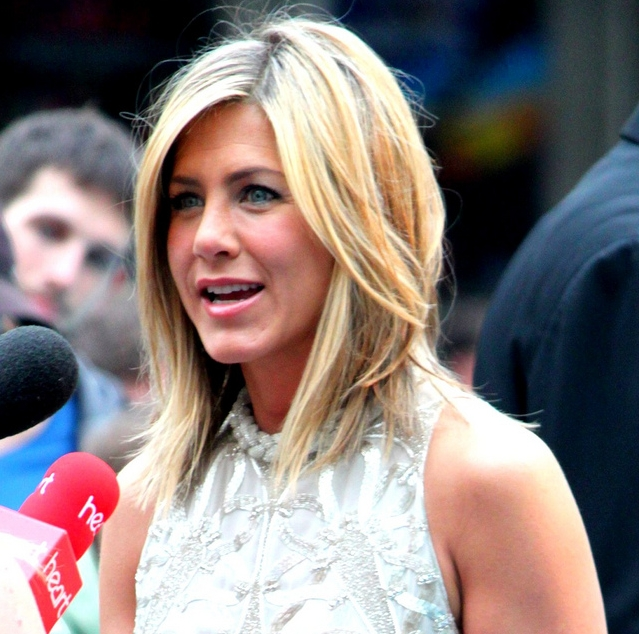
فازت الممثلة جينيفر أنيستون بجائزة إيمي برايم تايم لأفضل ممثلة في دور رئيسي في مسلسل كوميدي في عام 2002

كما فاز المسلسل ب«جائزة الكوميديا الأمريكية» و«جائزة غلااد ميديا» واحدة وجائزة غولدن غلوب واحدة و3 جوائز لوغي و6 جوائز خيار الشعب، جائزة ساتالايت واحدة، وجائزة نقابة ممثلي الشاشة واحدة.

### التقييمات
يوضح الجدول أدناه تصنيفات فريندز في الولايات المتحدة، حيث صُنِفَ المسلسل باستمرار ضمن المراكز العشرة الأولى من تصنيفات نهائية كل موسم تلفزيوني. تشير خانة «الرتبة» إلى ترتيب تصنيف فريندز مقارنة بالمسلسلات التلفزيونية الأخرى التي عُرِضت خلال ساعات الذروة للموسم التلفزيوني المقابل فيما يتعلق بالعدد الإجمالي للمسلسلات التي تعرض على شبكات اللغة الإنجليزية الرئيسية الست آنذاك في موسم معين. تشير خانة «المشاهدين» إلى متوسط عدد المشاهدين لجميع الحلقات الأصلية، التي تعرض خلال الموسم التلفزيوني في الفترة الزمنية المعتادة للمسلسل. تشير خانة «بداية الموسم» لتاريخ بث الحلقة الأولى من الموسم وخانة «نهاية الموسم» لتاريخ بث الحلقة الأخيرة من الموسم. كان فريندز لحد الآن آخر مسلسل كوميديا الموقف يصل إلى المركز الأول على شاشة التلفزيون، حيث كان خلفائه برامج سي إس آي: التحقيق في موقع الجريمة، أمريكان آيدول، إن بي سي كرة القدم لليلة الأحد، و إن سي آي إس. في أعقاب هجمات 11 سبتمبر، ارتفعت التقييمات بنسبة 17% مقارنة بالموسم السابق.
| الموسم | التوقيت                                          | بداية الموسم   | نهاية الموسم | الموسم التلفزيوني | الرتبة | المشاهدون (بالملايين) | الحلقة الأكثر مشاهدة                                 | الحلقة الأكثر مشاهدة  |
| الموسم | التوقيت                                          | بداية الموسم   | نهاية الموسم | الموسم التلفزيوني | الرتبة | المشاهدون (بالملايين) | العنوان                                              | المشاهدون (بالملايين) |
| ------ | ------------------------------------------------ | -------------- | ------------ | ----------------- | ------ | --------------------- | ---------------------------------------------------- | --------------------- |
| 1      | الخميس 8:30 مساء (1–16) الخميس 9:30 مساء (17–24) | 22 سبتمبر 1994 | 18 مايو 1995 | 1994–95           | 8      | 24.3                  | «الواحدة أين تكتشف رايتشل»                           | 31.3                  |
| 2      | الخميس 8:00 مساء                                 | 21 سبتمبر 1995 | 16 مايو 1996 | 1995–96           | 3      | 30                    | «الواحدة بعد السوبر بول»                             | 52.9                  |
| 3      | الخميس 8:00 مساء                                 | 19 سبتمبر 1996 | 15 مايو 1997 | 1996–97           | 4      | 24.9                  | «الواحدة أين لا يستطيع تشاندلر تذكر أي الأختين كانت» | 29.8                  |
| 4      | الخميس 8:00 مساء                                 | 25 سبتمبر 1997 | 7 مايو 1998  | 1997–98           | 4      | 24.0                  | «الواحدة مع زواج روس»                                | 31.6                  |
| 5      | الخميس 8:00 مساء                                 | 24 سبتمبر 1998 | 20 مايو 1999 | 1998–99           | 2      | 23.5                  | «الواحدة بعد أن قال روس رايتشل»                      | 30.9                  |
| 6      | الخميس 8:00 مساء                                 | 23 سبتمبر 1999 | 18 مايو 2000 | 1999–2000         | 5      | 20.7                  | «الواحدة مع طلب الزواج»                              | 30.7                  |
| 7      | الخميس 8:00 مساء                                 | 12 أكتوبر 2000 | 17 مايو 2001 | 2000–01           | 5      | 20.2                  | «الواحدة مع زواج مونيكا وتشاندلر»                    | 30.1                  |
| 8      | الخميس 8:00 مساء                                 | 27 سبتمبر 2001 | 16 مايو 2002 | 2001–02           | 1      | 24.5                  | «الواحدة أين تلد رايتشل طفلة»                        | 34.9                  |
| 9      | الخميس 8:00 مساء                                 | 26 سبتمبر 2002 | 15 مايو 2003 | 2002–03           | 2      | 21.8                  | «الواحدة أين لا أحد يتقدم بالزواج»                   | 34.0                  |
| 10     | الخميس 8:00 مساء                                 | 25 سبتمبر 2003 | 6 مايو 2004  | 2003–04           | 4      | 22.8                  | «الواحدة الأخيرة»                                    | 52.5                  |

| الموسم | الموسم | رقم الحلقة | رقم الحلقة | رقم الحلقة | رقم الحلقة | رقم الحلقة | رقم الحلقة | رقم الحلقة | رقم الحلقة | رقم الحلقة | رقم الحلقة | رقم الحلقة | رقم الحلقة | رقم الحلقة | رقم الحلقة | رقم الحلقة | رقم الحلقة | رقم الحلقة | رقم الحلقة | رقم الحلقة | رقم الحلقة | رقم الحلقة | رقم الحلقة | رقم الحلقة | رقم الحلقة | رقم الحلقة |
| الموسم | الموسم | 1          | 2          | 3          | 4          | 5          | 6          | 7          | 8          | 9          | 10         | 11         | 12         | 13         | 14         | 15         | 16         | 17         | 18         | 19         | 20         | 21         | 22         | 23         | 24         | 25         |
| ------ | ------ | ---------- | ---------- | ---------- | ---------- | ---------- | ---------- | ---------- | ---------- | ---------- | ---------- | ---------- | ---------- | ---------- | ---------- | ---------- | ---------- | ---------- | ---------- | ---------- | ---------- | ---------- | ---------- | ---------- | ---------- | ---------- |
|        | 1      | 21.5       | 20.2       | 19.5       | 19.7       | 18.6       | 18.2       | 23.5       | 21.1       | 23.1       | 19.9       | 26.6       | 24.0       | 25.8       | 23.8       | 24.8       | 26.1       | 30.5       | 30.4       | 29.4       | 30.0       | 28.4       | 29.9       | 28.7       | 31.3       | غ/م        |
|        | 2      | 32.1       | 29.8       | 30.2       | 28.1       | 28.3       | 30.2       | 30.5       | 32.9       | 27.8       | 32.2       | 31.6       | 52.9       | 52.9       | 33.6       | 32.9       | 31.1       | 30.2       | 30.1       | 31.2       | 27.4       | 24.7       | 25.5       | 26.1       | 29.0       | غ/م        |
|        | 3      | 26.8       | 26.7       | 25.2       | 26.1       | 23.3       | 23.3       | 27.4       | 28.7       | 29.3       | 25.1       | 29.8       | 29.6       | 28.0       | 28.9       | 27.3       | 28.3       | 25.8       | 28.1       | 23.7       | 24.4       | 23.2       | 22.6       | 24.2       | 23.1       | 28.8       |
|        | 4      | 29.4       | 25.5       | 24.0       | 24.3       | 24.4       | 25.7       | 26.4       | 26.8       | 23.9       | 23.2       | 23.7       | 27.1       | 25.3       | 25.1       | 24.4       | 23.1       | 23.2       | 21.7       | 21.8       | 21.9       | 21.5       | 23.2       | 31.6       | 31.6       | غ/م        |
|        | 5      | 31.1       | 25.4       | 26.8       | 24.1       | 25.9       | 25.0       | 24.4       | 23.9       | 23.0       | 23.7       | 27.0       | 24.8       | 24.9       | 27.7       | 29.3       | 26.0       | 24.5       | 21.9       | 20.9       | 19.6       | 20.9       | 21.3       | 25.9       | 25.9       | غ/م        |
|        | 6      | 27.7       | 22.9       | 21.6       | 21.1       | 22.4       | 23.6       | 22.7       | 22.1       | 19.2       | 22.4       | 22.3       | 22.3       | 24.1       | 23.8       | 20.7       | 20.7       | 22.1       | 20.5       | 21.5       | 18.8       | 20.64      | 20.0       | 20.9       | 30.7       | 30.7       |
|        | 7      | 25.54      | 27.93      | 22.70      | 22.66      | 24.43      | 22.01      | 23.73      | 16.57      | 21.08      | 23.26      | 24.37      | 22.86      | 22.24      | 22.40      | 21.75      | 21.22      | 20.84      | 17.81      | 16.55      | 16.30      | 15.65      | 17.23      | 30.05      | 30.05      | غ/م        |
|        | 8      | 31.70      | 30.04      | 29.20      | 25.58      | 25.64      | 26.96      | 24.24      | 26.54      | 24.24      | 22.44      | 23.85      | 25.53      | 29.24      | 28.64      | 28.64      | 27.52      | 26.30      | 22.05      | 22.59      | 22.24      | 23.97      | 24.32      | 34.91      | 34.91      | غ/م        |
|        | 9      | 34.01      | 28.93      | 26.63      | 25.82      | 24.46      | 27.51      | 25.35      | 26.76      | 25.43      | 22.29      | 23.67      | 23.66      | 25.82      | 23.37      | 20.85      | 19.52      | 21.00      | 20.79      | 18.25      | 20.71      | 19.03      | 19.55      | 25.46      | 25.46      | غ/م        |
|        | 10     | 24.54      | 22.38      | 21.87      | 18.77      | 19.37      | 20.38      | 20.21      | 20.66      | 25.49      | 26.68      | 24.91      | 25.90      | 24.27      | 22.83      | 22.64      | 24.51      | 52.46      | 52.46      | غ/م        | غ/م        | غ/م        | غ/م        | غ/م        | غ/م        | غ/م        |

### مشاركة البث
يواصل مسلسل فريندز تحقيق ما يقرب من مليار دولار سنويًا لشركة وارنر بروز بسبب عائدات مشاركة البث. وهذا يترجم إلى حوالي 20 مليون دولار من المخلفات المالية السنوية لكل من جنيفر أنيستون وكورتني كوكس وليزا كودرو ومات لوبلان وماثيو بيري، وديفيد شويمر الذين يحصلون على كل منهم 2% من دخل عائدات فريندز.
أصبحت جميع الحلقات متاحة على نتفليكس في 1 يناير 2015، مقدمة العرض إلى جيل جديد. زادت تقييمات إعادة بث مسلسل فريندز في المملكة المتحدة في عام 2015 بأكثر من 10% سنويًا. كان الجمهور الأسبوعي في الولايات المتحدة الذي يتابع إعادة عرض المسلسل عام 2016 - باستثناء الوسائط المتدفقة - البالغ عدده 16 مليونًا سيجعله مسلسلا ناجحا على شبكة التلفزيون إذا كان لا يزال المسلسل قيد الإنتاج. لدى المسلسل في الولايات المتحدة صفقة مشاركة من خلال شبكات متعددة، بما في ذلك قناة «نيك آت نايت» و قناة «تي بي إس» وقناة باراماونت نتورك. أُعلن في يوليو 2019 أن المسلسل لن يعود متاحا على نتفليكس في الولايات المتحدة من بداية عام 2020، وسيُعرض بدلاً من ذلك على خدمة بث الفيديو إتش بي أو ماكس التابعة لوارنر ميديا والتي ٱطلقت في 27 مايو 2020.

## الأثر الثقافي

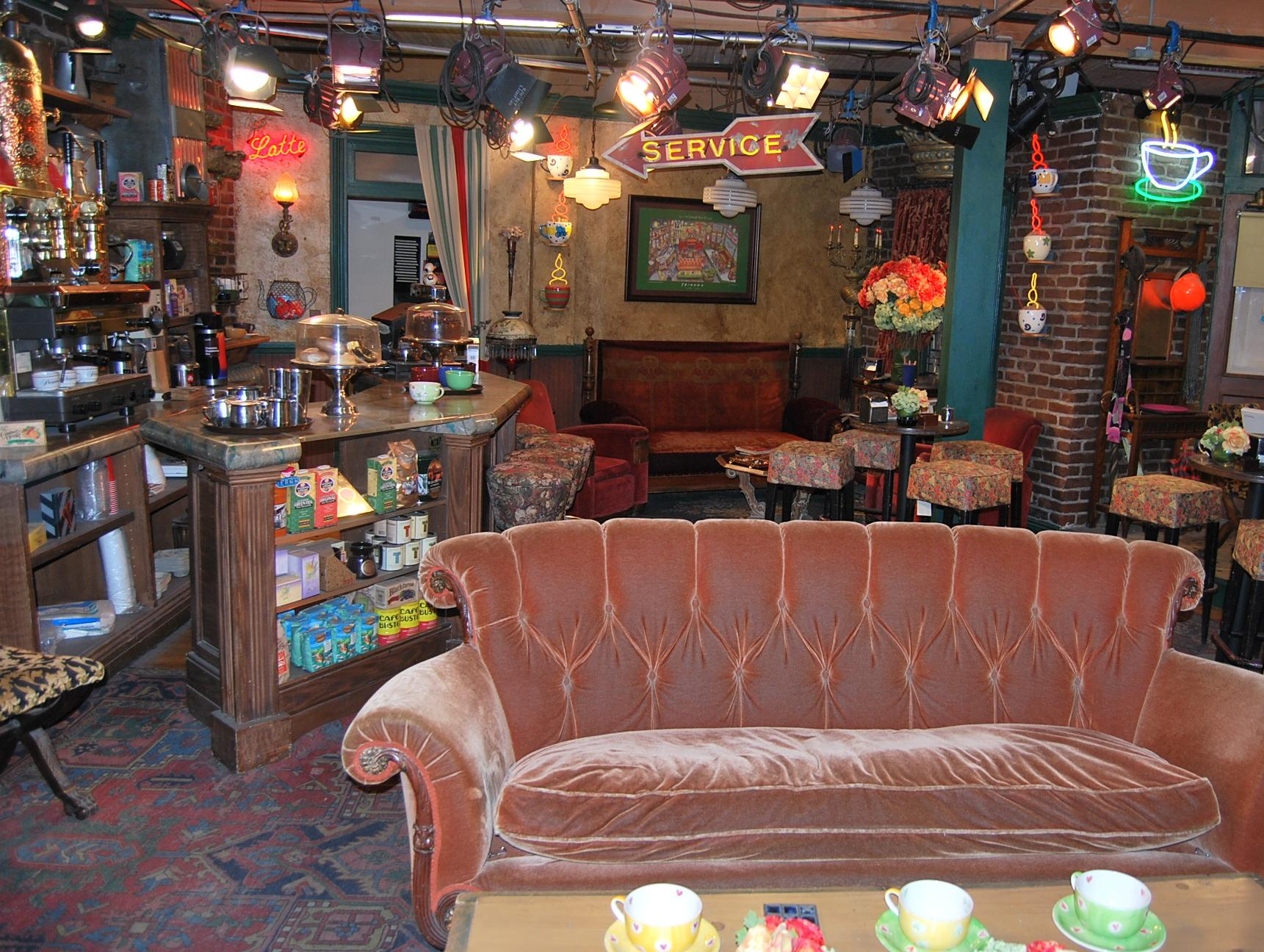
الإطار المكاني لسنترال بيرك في استوديوهات وارنر بروذرز

بحث علماء النفس في التأثير الثقافي لمسلسل فريندز أثناء عرض المسلسل على الرغم من أن المنتجين اعتبروه «برنامجا تلفزيونيا فقط». ٱطلق على تسريحة شعر جينيفير أنيستون لقب «رايتشل» وقُلِدَت في جميع أنحاء العالم. أصبحت عبارة جوي الشهيرة «كيف حالك؟» جزءًا شائعًا من اللغة الإنجليزية الغربية العامية وغالبًا ما تستخدم كعبارة للمغازلة أو عند تحية الأصدقاء. أثر المسلسل أيضًا على اللغة الإنجليزية، وفقًا لدراسة ٱجريت في جامعة تورنتو وجدت أن الشخصيات استخدمت الكلمة التي تم التأكيد عليها «كثيرا» (بالإنجليزية: so). على الرغم من أن هذا التفضيل قد دخل بالفعل إلى اللغة الأمريكية العامية، إلا أن استخدامه في المسلسل لربما يكون قد أدى إلى تسريع التغيير. أثرت عادة تشاندلر في إنهاء جملة لم تنته بسبب السخرية على كلام المشاهدين.
يُنسب لمسلسل فريندز أيضًا الفضل في مساعدة الطلاب غير الناطقين باللغة الإنجليزية على تعلم اللغة الإنجليزية. وجد استطلاع للرأي أجرته معاهد كابلان الإنجليزية الدولية في عام 2012 أن أكثر من ربع طلابها (26%) ذكروا أن المسلسل هو أفضل عرض ساعدهم على تحسين لغتهم الإنجليزية. من بين الأفراد البارزين الذين قالوا أيضًا أن المسلسل ساعدتهم على تعلم اللغة الإنجليزية مدرب نادي ليفربول يورغن كلوب، عضو فرقة الغناء الكورية بي تي أس آر إم ولاعب الغولف البلجيكي المحترف توماس بيترز.
قام مسلسل «جريمة قتل، كَتَبَت» في حلقة «قتل بين الأصدقاء» في الموسم الثاني عشر بمحاكاة ساخرة لمسلسل فريندز. تُحَقِق المحققة الهاوية جيسيكا فليتشر (أنجيلا لانسبيري) في الحلقة في مقتل كاتبة في مسلسل «بادز» التلفزيوني الخيالي عن الحياة اليومية لمجموعة من أصدقاء في المدينة. ٱلفت الحلقة بعد أن نقلت قناة سي بي إس توقيت مسلسل «جريمة القتل، كتبت» من وقتها المعتاد ليالي الأحد إلى توقيت ليالي الخميس مباشرة مقابل مسلسل فريندز على قناة إن بي سي؛ قالت الممثلة أنجيلا لانسبيري على أنه كان لدى أخيها والمنتج المشرف على المسلسل بروس لانسبيري «موقف معارض قليلا» بشأن انتقال التوقيت إلى يوم الخميس لكنه رأى أن حبكة الحلقة ذات «إعداد ودود، بلا روح لئيمة.» بحث كاتب الحلقة جيري لودفيغ كاتب الحلقة في «نكهة» المسلسل الخيالي في الحلقة «بادز» من خلال مشاهدة حلقات من مسلسل فريندز. حاول منتجو مسلسل متزوج... ولدي أطفال إنشاء مسلسل مشتق منه يسمى «الأعداء»، والتي كان من المفترض أن يكون نقيضًا لفريندز بنفس الطريقة التي كان فيها مسلسل متزوج... ولدي أطفال نقيضا في المسلسلات العائلية كمسلسل عرض كوسبي. ولكن رفضت شبكة فوكس التلفزيونية إنتاج المسلسل المشتق.
لاقت أغنية القط ذو الرائحة الكريهة وهي أغنية كوميدية أدتها الممثلة الأمريكية ليزا كودرو. ظهرت الأغنية لأول مرة في الحلقة السادسة من الموسم الثاني للمسلسل «الواحدة مع الرضيع في الحافلة». ستستمر كودرو في أداء «القط ذو الرائحة الكريهة» بشكل متكرر طوال فترة عرض مسلسل فريندز التي استمرت لمدة عشر سنوات بعد ظهور الأغنية لأول مرة وأبرزها خلال الموسم الثاني من العرض، حيث أصبحت الأغنية بمثابة مزحة مستمرة ومكونًا لا يتجزأ من دور فيبي. نمت شعبية الأغنية بين المعجبين لدرجة أن المعجبين بالمسلسل طلبوا إصدارها كأغنية ألبوم.
أصبحت أغنية «القط ذو الرائحة الكريهة» أغنية مفضلة لدى المعجبين ومرتبطة ارتباطًا وثيقًا بفيبي وكودرو والمسلسل، وغالبًا ما تصنف في مرتبة عالية من قبل المنشورات الإعلامية من بين أكثر لحظات فريندز التي لا تنسى والأغاني المميزة فيه حتى أنها تنافس أغنية شارة البداية سأكون هناك من أجلك من حيث الشعبية. وأجرت كودرو عرضًا خاصًا للأغنية مع ليدي غاغا خلال حلقة فريندز: لم الشمل الخاصة لعام 2021.
يُعَد مقهى «سنترال بيرك» (بالإنجليزية: Central Perk) أحد الإطارات المكانية الرئيسية للمسلسل جزءًا من «جولة استديو وارنر برذر هوليوود». في بعض الأحيان يتقدم الناس بطلب الزواج على الأريكة، ويبكي كثير من السائحين عندما يجلسون عليها. ألهم المقهى العديد من التقليد في جميع أنحاء العالم. بدأ رجل الأعمال الإيراني مجتبى أسديان في عام 2006 حق الامتياز لسنترال بيرك وسجل الاسم في 32 دولة. يعتبر ديكور المقاهي مستوحا من مسلسل فريندز، ويضم أرائك متماثلة وطاولات ولافتات نيون وطوبا. تحتوي المقاهي أيضًا على لوحات لشخصيات مختلفة من المسلسل وأجهزة تلفزيون تعرض حلقات فريندز. حضر الممثل جيمس مايكل تايلر الذي مثل دور غونثر مدير سينترال بيرك في المسلسل الافتتاح الكبير لمقهى دبي حيث عمل كنادل. أعيد بناء سنترال بيرك كجزء من معرض متحف في استوديوهات وارنر براذرز وعُرِض في عرض إلين دي جينيريس شو في أكتوبر 2008.
زارت جينيفر أنيستون الإطار المكاني للتصوير لأول مرة منذ نهاية المسلسل في عام 2004. ٱنشأت نسخة طبق الأصل من سنترال بيرك في 24 سبتمبر إلى 7 أكتوبر 2009 في شارع برودويك، سوهو، لندن. باع المقهى القهوة للعملاء وعرض تذكارات لفريندز، مثل كأس غيلر من حلقة الموسم الثالث «الواحدة مع كرة القدم». افتتح صاحب العمل دو شين مقهى باسم سنترال بيرك في بيكين في مارس 2010.

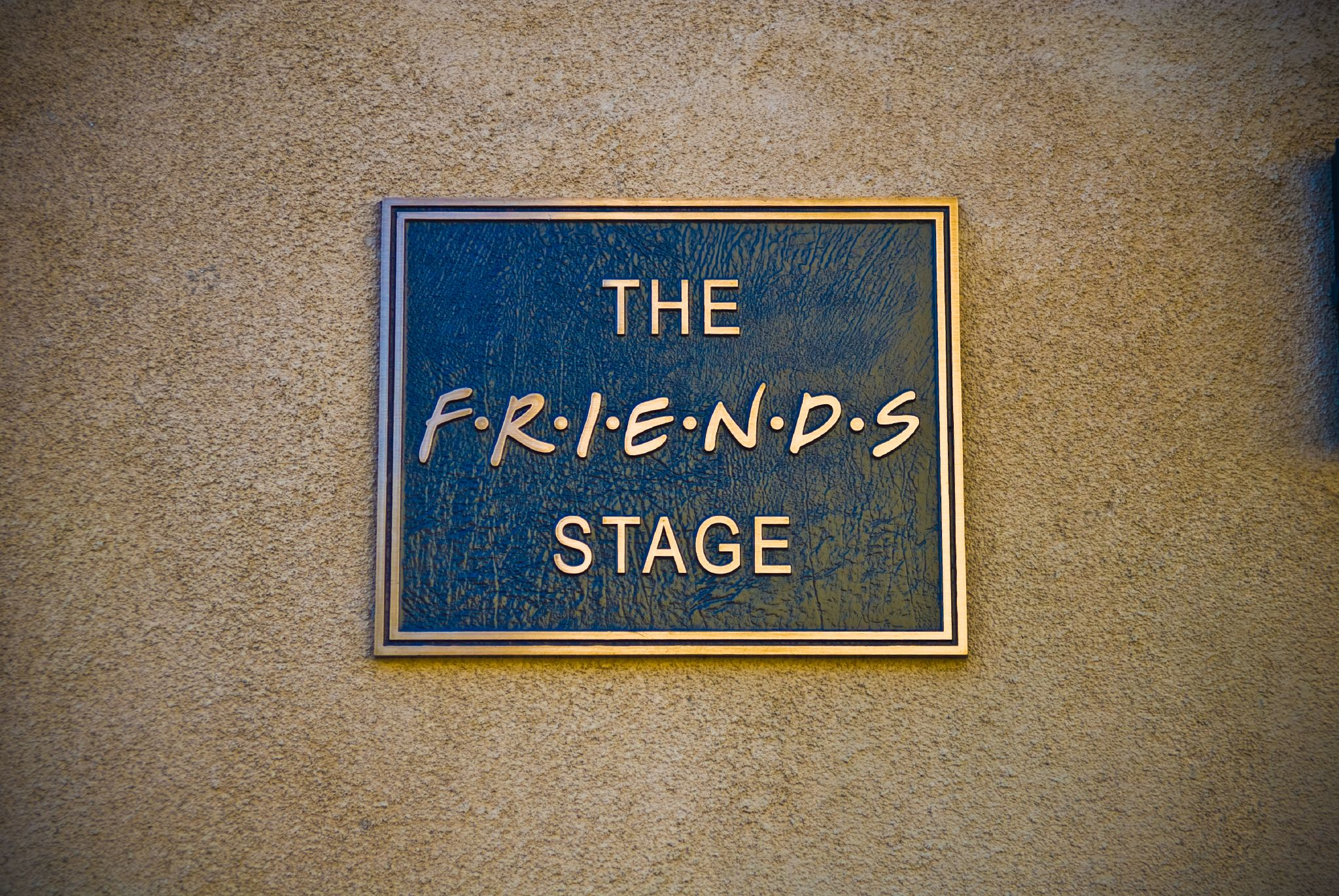
بعد انتهاء تصوير الحلقة الأخيرة، تغير اسم إطار التصوير المكاني 24 في استوديوهات وارنر بروذرز، حيث صور فريندز منذ الموسم الثاني، إلى «إطار تصوير فريندز».

توجد ستة مقاهي ذات طابع مسلسل فريندز في الهند وتقع في شانديغار (تسمى سنترال بيرك)؛ كولكاتا في ولاية البنغال الغربية (المسمى مقهى فريندز) والذي يضم العديد من الرموز من المسلسل التلفزيوني الأصلي، بما في ذلك تمثال تشاندلر وتمثال الكلب القبيح لجوي والأريكة البرتقالية والباب الأرجواني لشقة مونيكا ورايتشل ودراجة فيبي الوردية. تقع المقاهي الثلاثة الأخرى في جورجاون في ولاية دلهي؛ بوبانسوار في ولاية أوديشا؛ وبونه في ولاية ماهاراشترا.
هناك مقهيان في باكستان أيضًا أحدهما في لاهور، في ولاية البنجاب المعروف ب«مقهى فريندز» والآخر في بيشاور في ولاية خيبر بختونخوا يسمى «سنترال بيرك». يحتوي كلا المقاهي على أريكة أيقونية وقيثارة وطاولة كرة قدم الطاولة واقتباسات من العرض على الجدران وحتى إعادة عرض الحلقة على جهاز العرض. كما يخططون أيضًا للحصول على غونثر الخاص بهم في البار. فُتِحَت نسخة طبق الأصل من سينترال بيرك في عام 2016 في أوترام، سنغافورة. ويعتبر المقهى الوحيد الذي منحته شركة وارنر برذرز حقوق الملكية الفكرية خارج الولايات المتحدة. يحتوي المقهى أيضًا على جدران تتميز بتكرار جدران شقق الشخصيات الرئيسية والتذكارات والدعائم المستخدمة في العرض. ٱعلن في أغسطس 2019 عن إطلاق مجموعة سننرال بيرك ليغو للاحتفال بالذكرى السنوية الخامسة والعشرين للمسلسل. أضيئ برج خليفة في دبي بعنوان المسلسل وألوانه الحمراء والزرقاء والبرتقالية وبعض الصور الكرتونية منه احتفالا بالذكرى 25 للمسلسل.
طور مسلسل فريندز أيضًا أسلوب حياة عائلي بديل من خلال تمثيل شباب يعيشون حياة منزلية غير تقليدية. يقدم المسلسل فكرة أن «كل ما تحتاجه هم أصدقاء جيدون» ويمكنهم تكوين أسر من خلال الاختيار. يمكن للجمهور التعرف على البرنامج من خلال المشاكل التي تظهر في الحلقات الأسبوعية. إذ يصور المسلسل طريقة جديدة للحياة وتطوير العلاقات التي لا تُرى عادةً في المجتمع التقليدي. وفقًا لخبيرة الثقافة الشعبية إيلاين رابينغ في جامعة بافالو يعتبر مسلسل فريندز «واحدا من تلك العروض النادرة التي شكلت تغييرا في الثقافة الأمريكية.» تحددت صور الشباب والأدوار التي يصورونها بشكل أفضل وتمثل أسلوب حياة يتمحور حول إنشاء واستدامة العلاقات بين الأصدقاء الذين يديرون حياتهم ويطلبون المساعدة من بعضهم البعض.
ذكر موقع فوكس أن فريندز أثر في إنشاء «مسلسلات كوميدية التجوال» لاتحتوي على نزاع مع مجموعات من الأصدقاء البالغين الذين يتمتعون بسمات شخصية متشابهة. أحد الأمثلة على ذلك هو مسلسل كيف قابلت أمكما، والذي تلاحظ المدونة الإذاعية والتلفزيونية التابعة لصحيفة الغارديان أيضًا أنه يشارك مسلسل فريندز في مانهاتن كإطار مكاني. تشمل الأمثلة الأخرى المسلسلات الكوميدية نظرية الانفجار العظيم والفتاة الجديدة والنهايات السعيدة.
صوّت قراء مجلة تي في غايد على فريق ممثلي فريندز كأفضل طاقم كوميدي على الإطلاق، حيث احتلوا المرتبة 29% من الأصوات متغلبًا على مسلسل ساينفيلد الذي سجل 18%. صنف استطلاع أجراه برنامج 60 دقيقة ومجلة فانيتي فير مسلسل فريندز كثالث أعظم مسلسل كوميدي في التاريخ. صنفت المجلة البرازيلية «موندو إسترانو» في عام 2014 المسلسل كأفضل مسلسل تلفزيوني على الإطلاق. صنف استطلاع أجرته مجلة هوليوود ريبورتر في عام 2015 شمل 2800 ممثل ومنتجي ومخرج وغيرهم من العاملين في صناعة المسلسلات مسلسل فريندز كأفضل مسلسل مفضل لديهم.

### الاقتباس الهندي
عُرِض مسلسل مرحبا يا أصدقاء على قناة زي تي في التلفزيونية الهندية بين عامي 1999 و2000. وهو عبارة عن اقتباس هندي بموسم واحد متكون من 26 حلقة مستوحى من مسلسل فريندز الأمريكي.

## التوزيع

### العرض

#### في الولايات المتحدة الأمريكية

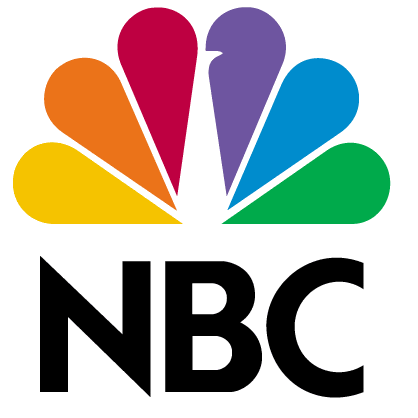
شعار قناة إن بي سي التي عرضت المسلسل لأول مرة بين عامي 1994 و 2004

عُرِض المسلسل لأول مرة باسم فريندز في 22 سبتمبر 1994 في الفترة الزمنية المرغوبة الخميس 8:30 مساء بعد أن حققت الحلقة التجريبية المنتجة آمال قناة إن بي سي. عُرِضت الحلقة التجريبية بين مسلسلي ماد أباوت يو وساينفيلد وشاهدها ما يقرب من 22 مليون مشاهد أمريكي. حقق المسلسل نجاحًا هائلاً طوال مسيرته وكان عنصرًا أساسيًا في تشكيلة ليلة الخميس على قناة إن بي سي، والتي أطلق عليها اسم تشكيلة «التلفزيون الذي يجب مشاهدته» (بالإنجليزية: Must See TV). عندما أخبر كرين المراسلين في عام 2001 أن الموسم التاسع كان محتملاً، اعتقد النقاد أنه كان يتخذ موقفًا وأن اثنين على الأقل من أعضاء فريق التمثيل لن يوقعوا لموسم آخر. عندما تأكدت عودة فريندز للموسم التاسع كانت الأخبار تدور بشكل أساسي حول مبلغ المال - 7 ملايين دولار لكل حلقة - الذي لزم لإعادة المسلسل لموسم آخر.
وقعت إن بي سي صفقة في أواخر ديسمبر 2002 لإعادة المسلسل للموسم عاشر وأخير بعد عام من التوقعات بأن الموسم التاسع سيكون آخر موسم في المسلسل. لم يرغب الفريق الإبداعي للمسلسل في تمديد المفاوضات إلى العام المقبل وأراد البدء في كتابة بقية حلقات الموسم التاسع ونهاية المسلسل المحتملة. وافقت إن بي سي على دفع 10 ملايين دولار لشركة وارنر برذرز مقابل إنتاج كل حلقة من حلقات الموسم العاشر، وهو أعلى سعر في تاريخ التلفزيون دُفِع لإنتاج مسلسل مدته 30 دقيقة. على الرغم من أن قناة إن بي سي لم تكن قادرة على جلب عائدات إعلانية كافية من الإعلانات التجارية لتغطية التكاليف، إلا أن المسلسل كان جزءًا لا يتجزأ من جدول ليلة الخميس جالبا تقييمات عالية وأرباحًا للمسلسلات التلفزيونية الأخرى. طالب فريق الممثلين بخفض الموسم العاشر من 24 حلقة المعتادة إلى 18 حلقة للسماح لهم بالعمل في مشاريع خارجية.
أبرمت شركة «وارنر برذرز دومستك كايبل» في خريف عام 2001 صفقة مع القناة الشقيقة «تي بي إس» (كون الإثنين تحت ملك وارنر ميديا) ماراثون إطلاق لمدة سبع ليالٍ في 5 سبتمبر 2011، واستبدلت مشاهد شارة النهاية بشارة تضم الأسماء المهمشة للذين عملو في المسلسل وتضم إعلانات للمسلسل والبرامج الأخرى لقناة «نيك آت نايت». كان من المتوقع أن تحقق شركة وارنر برذرز 200 مليون دولار من رسوم الترخيص والإعلانات من الصفقة. دفعت قناة نيك آت نايت 500,000 دولار لكل حلقة لبث الحلقات بعد الساعة 6 مساءً بتوقيت المنطقة الزمنية الشرقية لمدة ست سنوات حتى خريف 2017. حصل فريندز في مشاركة البث حتى عام 2005 على 4 ملايين دولار لكل حلقة من رسوم الترخيص النقدية بمبلغ إجمالي قدره 944 مليون دولار. ٱتفق على تمديد ذلك في عام 2020. بدأت القناة الأمريكية كوميدي سنترال عرض إعادة مسلسل فريندز في 12 أكتوبر 2019.

#### دوليا
قرر منتجو فريندز بث المسلسل في أوروبا بعد أن حققوا بالفعل نجاحًا كبيرًا في الولايات المتحدة. عُرِض المسلسل لأول مرة في المملكة المتحدة في 28 أبريل 1995، مع بث الموسم الأول حتى سبتمبر على القناة الرابعة البريطانية في الساعة 9:30 مساءً في ليالي الجمعة، وحقق مباشرة نجاحًا جماهيريا. سمحت شعبية المسلسل بوصول الأغنية الرئيسية لشارة المسلسل سأكون هناك من أجلك والتي غناها فرقة ذي ريمبراندتس إلى المرتبة الثالثة في تصنيف المملكة المتحدة للأغاني المنفردة في سبتمبر 1995. أدت شعبية المسلسل في بريطانيا أيضًا إلى إنتاج حلقة في لندن في نهاية الموسم الرابع من بطولة الممثلة البريطانية هيلين باكسندل التي أصبحت شخصية رئيسية في الموسمين الرابع والخامس بسبب علاقتها مع روس. عُرِض المسلسل منذ ذلك الحين على قنوات مختلفة في المملكة المتحدة بنسختها الدولية الأصلية غير المحررة قبل إعادة تحريرها لبثها وعضرها في الولايات المتحدة. عُرِضت هذه الإصدارات الدولية، مع لقطات إضافية غير موجودة محليًا على محطات مثل القناة الرابعة البريطانية و«سكاي1» و «إي4» و«كوميدي سنترال البريطانية». انتهى عرض مسلسل فريندز في 4 سبتمبر 2011 على قناة «إي4» بعد أن أعادت القناة عرض المسلسل منذ 2004. استحوذت قناة «كوميدي سنترال البريطانية» بعدها على حقوق بث البرنامج منذ أكتوبر 2011. وبدأت «القناة الخامسة البريطانية» بث البرنامج منذ 2018. عُرِض كل موسم من المسلسل لأول مرة في جمهورية أيرلندا في أوروبا على قناة «راديو وتلفزيون أيرلندا2». بدأت قناة «راديو وتلفزيون أيرلندا2» بعد عام 2004 في تكرار عرض المسلسل من البداية قبل انتقاله إلى قناة «تي في3» وإلى قناتها الرقمية «3إي» في عام 2010. عادت تكرارات المسلسل منذ فبراير 2015 إلى قناة «راديو وتلفزيون أيرلندا2» مع بثها أيضًا على قناة «كوميدي سنترال الأيرلندية».
عُرِضت نهاية الموسم العاشر ونهاية المسلسل في المملكة المتحدة في 28 مايو 2004 على القناة الرابعة. وبُثَّت من الساعة 9 مساءً حتى الساعة 10 مساءً وجذبت أكبر جماهير مسلسل فريندز في المملكة المتحدة. جذبت الحلقة ما يقرب من 10 ملايين مشاهد وهي المرتبة العاشرة في البرامج الأكثر مشاهدة على القناة الرابعة البريطانية. نُقِل عرض برنامج «بيغ براذر» إلى الساعة 10 مساءً وتغلب عليه مسلسل فريندز في نسب المشاهدة. شاهد 9.6 مليون مشاهد مسلسل فريندز في الساعة 9 مساءً بينما شاهد 7.2 مليون مشاهد في الساعة 10 مساءً بداية الجزء الخامس من بيغ براذر.
عُرِض مسلسل فريندز في أستراليا على القناة السابعة (الموسم 1 فقط) والقناة التاسعة (الموسم 2-10) والقناة العاشرة (2007–09، تكرار عرض) وعلى قناة «جي إي إم» (وهي قناة فرعية للقناة التاسعة) وعلى قناة «تي في هيتس» وقناة «أرينا» وقناة «111 هيتز» أيضا. عُرِض المسلسل على قناة تي في2 في نيوزيلندا.
عُرِض المسلسل في كندا على قناة «غلوبال». وعُرِض في السنوات اللاحقة على العديد من القنوات الكابلية بما في ذلك قنوات «سلايس» و«ديتور» و«تيفيتروبوليس». عُرِض المسلسل ببث مشترك في قناة «سي تي في كوميدي» المملوكة لشركة «بيل ميديا».
عُرِضت المواسم السبعة الأولى في أمريكا اللاتينية على قناة «سوني» وعُرِضت المواسم المتبقية على قناة «وارنر». عُرِضت عدة مواسم للمسلسل في البرازيل على قنوات «ريدي تي في!» وإس بي تي.
عُرِض المسلسل في الهند على قناة «كوميدي سنترال» في أوقات مختلفة وهو البرنامج الأكثر مشاهدة باللغة الإنجليزية في البلاد. عُرِض المسلسل في الفلبين في الأصل على قناة أي بي سي-5 من 1996 إلى 2005 وعلى قناة «إي تي سي» من 2005 إلى 2014. وعُرِض المسلسل في اليونان على قناة «ستار». وعُرِض المسلسل في قبرص على «سي واي بي سي 2» في حين عُرِضت إعادة البث على تي في وان.
عُدِّلَت إصدارات خدمات بيليبيلي وآي جيي وتينسنت ويوكو في عام 2022 في الصين مسلسل فريندز التي أعيد إصدارها وقامت بتعديل المشاهد، بما في ذلك تعديلات لإزالة محتوى حول المثليين لم تُعَدَل في البث الصيني الأصلي. كان لدى المعجبين عبر الإنترنت رد فعل سلبي على هذه التعديلات.

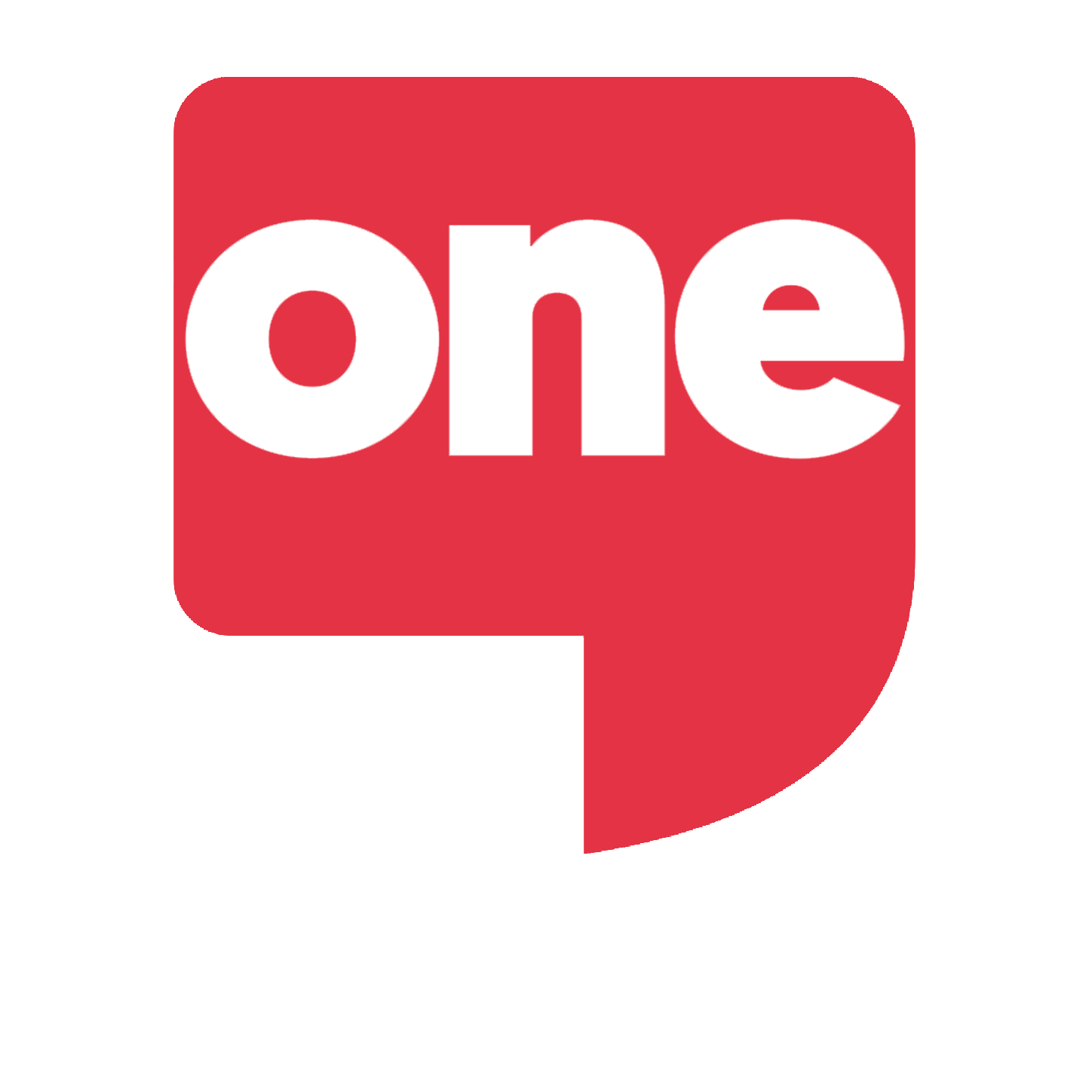
شعار قناة Dubai One التي تعرض إعادات المسلسل بإستمرار في الوطن العربي.

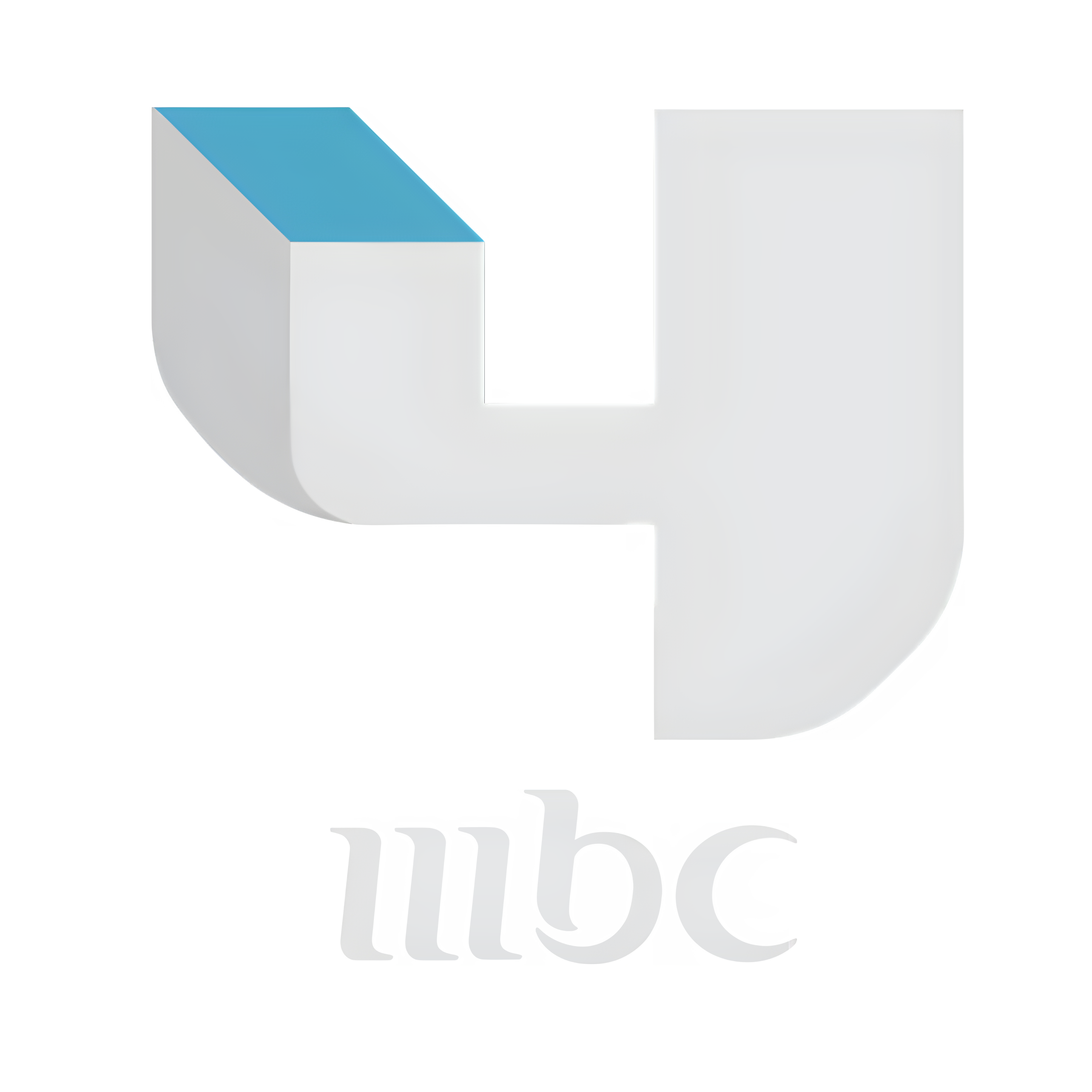
شعار قناة إم بي سي 4 التي تعرض إعادات المسلسل بإستمرار في الوطن العربي

عرضت كل من قناة دبي وان وقناة إم بي سي 4 المسلسل في الوطن العربي، ولا تزالان تعرضان إعادته من فترة لأخرى سنويا.

### ريماستر
توفرت إصدارات عالية الدقة لجميع حلقات مسلسل فريندز البالغ عددها 236 حلقات بدءًا من 5 مارس 2012 لمحطات البث المحلية بدءًا من الحلقة التجريبية. استعادت شركة وارنر برذرز بالنسبة للحلقات المعاد تصميمها الصور التي ٱقتصت مسبقًا على الجانبين الأيسر والأيمن من الشاشة باستخدام مصدر الفيلم الأصلي مقاس 35 مم لاستخدام إطار الشاشة العريضة 16:9 بالكامل. ومع ذلك نظرًا لأن العرض لم يُصَوِر في الأصل للشاشة العريضة ولكن صُوِّرَ بتنسيق «4-perf» وحماية 4:3 تظهر بعض مشكلات الاقتصاص في بعض اللقطات حيث ٱزيلت المعلومات من أعلى وأسفل الإطار ووسع بعضها تكشف اللقطات عن قطغ غير مقصودة بما في ذلك مجموعة الحواف وميكروفونات الذراع والممثلين المزدوجين الذين يحلون محل بعض الممثلين الرئيسيين. كان هناك أيضًا عدد قليل من اللقطات في الإصدارات المبكرة من المحولات عالية الوضوح بما في ذلك لقطات تأثيرات اللون. ويُحصل عليها من مصادر أشرطة الفيديو ذات الدقة القياسية حيث لم يُحدد موقع جميع اللقطات في الوقت المناسب للمعيد؛ ٱعيد فحص مصادر الفيلم الأصلية لهذه اللقطات لاحقًا لبثها وإصدارها لاحقًا. عُرِضت هذه الإصدارات المُعَدَلة في نيوزيلندا على قناة «تي في إن زي2» منذ يناير 2011 ويستمر بث الإصدارات عالية الجودة السابقة على قناة كوميدي سنترال البريطانية في المملكة المتحدة اعتبارًا من عام 2020. أضافت نتفليكس سابقا جميع المواسم العشرة لمسلسل فريندز بدقة عالية إلى خدمة البث في الولايات المتحدة بين 1 يناير 2015 و1 يناير 2020.

## الإصدارات المنزلية

### الوسائط المتدفقة

شعار منصة إتش بي أو ماكس التي تعرض المسلسل منذ 27 مايو 2020 في الولايات المتحدة

أعلن رئيس مجلس الإدارة والرئيس التنفيذي لشركة وارنر برذرز كيفين تسوجيهارا في أكتوبر 2014 أن الشركة قد رخصت حقوق البث في أمريكا الشمالية لجميع المواسم العشرة من مسلسل فريندز إلى نتفليكس، في صفقة قيل أنها تقدر ب500,000 دولار للحلقة أو حوالي 120 مليون دولار في المجموع. أصبح العرض متاحًا على نتفليكس في 1 يناير 2015. بثت نتفليكس إصدارات الحلقات كنفس الإصدارات التي عُرِضت على قناة إن بي سي بدلاً من الإصدارات الدولية الأطول. غادر المسلسل منصة نتفليكس في الولايات المتحدة في 1 يناير 2020، حيث بدأ بثه على منصة إتش بي أو ماكس في 27 مايو 2020. غادر المسلسل نتفليكس في كندا وأصبح يعرض على منصة «كرايف» الكندية في 31 ديسمبر 2020.

### بلو راي ودي في دي
ٱصدرت جميع المواسم العشرة على أقراص دي في دي بشكل فردي وكمجموعة صندوق. يحتوي كل إصدار لمنطقة الموسم مع ميزات خاصة وتقدم في إصدارات البث الدولي الأصلية، على الرغم من أن إصدارات المنطقة 2 عُرِضَت كما عُرِضَت محليًا في الأصل. حُدِثت كل حلقة في الموسم الأول من خلال تصحيح الألوان وتحسين الصوت. ٱنتجت مجموعة كبيرة من السلع التابعة للمسلسل بواسطة شركات مختلفة. أصدرت وارنر إلكترا أتلانتيك ريكوردز الألبوم الأول للموسيقى من مسلسل فريندز في سبتمبر 1995 بعنوان «الموسيقى التصويرية الأصلية لمسلسل فريندز» (بالإنجليزية: The Friends Original TV Soundtrack) الذي يحتوي على موسيقى واردة في الحلقات السابقة والمستقبلية. ظهر ألبوم الموسيقى التصويرية على لوحة تصنيف بيلبورد 200 في رقم 46، وبيعت 500,000 نسخة منه في نوفمبر 1995. ٱصدر ألبوم موسيقى تصويرية ثان في عام 1999 بعنوان «فريندز مرة أخرى» (بالإنجليزية: The Friends Again). تشتمل البضائع الأخرى على إصدار نسخة خاصة بمسلسل فريندز من لعبة الدي في دي «سين إيت؟» (بالإنجليزية: Scene it؟) ولعبة فيديو في شكل مسابقة لجهاز بلاي ستيشن 2 ولعبة حاسوب بعنوان فريندز: الواحدة مع كل المعلومات العامة (بالإنجليزية: Friends: The One with All the Trivia). ٱصدرت مجموعة صناديق في المملكة المتحدة في 28 سبتمبر 2009 للاحتفال بالذكرى السنوية الخامسة عشرة للمسلسل. احتوت مجموعة الصناديق على حلقات ممتدة ودليل حلقات وميزات خاصة أصلية.
أصدرت شركة «وارنر هاوم فيديو» مجموعة كاملة من المسلسل على بلو راي في 13 نوفمبر 2012. لا تحتوي المجموعة على المشاهد والنكات المحذوفة الإضافية التي ضُمِّنَت في إصدارات الدي في دي السابقة، وبالتالي قُدِمَت كالإصدارات المعروضة على قناة إن بي سي.
| اسم الدي في دي       | الحلقات | تواريخ إصدار الدي في دي                                                                                        | تواريخ إصدار الدي في دي                                                               | تواريخ إصدار الدي في دي | تواريخ إصدار البلو راي | تواريخ إصدار البلو راي    | تواريخ إصدار البلو راي                        |
| اسم الدي في دي       | الحلقات | المنطقة 1 | المنطقة 2                                                                             | المنطقة 4               | المنطقة أ              | المنطقة ب المملكة المتحدة | المنطقة ب أستراليا                            |
| -------------------- | ------- | --- | ------------------------------------------------------------------------------------- | ----------------------- | ---------------------- | ------------------------- | --------------------------------------------- |
| الموسم الأول الكامل  | 24      | 30 أبريل 2002                                                                                                  | مايو 29 2000                                                                          | 4 أكتوبر 2006           | 30 أبريل 2013          | -                         | -                                             |
| الموسم الثاني الكامل | 24      | 3 سبتمبر 2002                                                                                                  | 29 مايو 2000                                                                          | 4 أكتوبر 2006           | 30 أبريل 2013          | -                         | -                                             |
| الموسم الثالث الكامل | 25      | 1 أبريل 2003                                                                                                   | 29 مايو 2000                                                                          | 4 أكتوبر 2006           | -                      | -                         | -                                             |
| الموسم الرابع الكامل | 24      | 15 يوليو 2003                                                                                                  | 29 مايو 2000                                                                          | 4 أكتوبر 2006           | -                      | -                         | -                                             |
| الموسم الخامس الكامل | 24      | 4 نوفمبر 2003                                                                                                  | 29 مايو 2000                                                                          | 4 أكتوبر 2006           | -                      | -                         | -                                             |
| الموسم السادس الكامل | 25      | 27 يناير 2004                                                                                                  | 17 يوليو 2000                                                                         | 4 أكتوبر 2006           | -                      | -                         | -                                             |
| الموسم السابع الكامل | 24      | 6 أبريل 2004                                                                                                   | 25 أكتوبر 2004                                                                        | 4 أكتوبر 2006           | -                      | -                         | -                                             |
| الموسم الثامن الكامل | 24      | 9 نوفمبر 2004                                                                                                  | 25 أكتوبر 2004                                                                        | 4 أكتوبر 2006           | -                      | -                         | -                                             |
| الموسم التاسع الكامل | 24      | 8 مارس 2005 | 25 أكتوبر 2004                                                                        | 4 أكتوبر 2006           | -                      | -                         | -                                             |
| الموسم العاشر الكامل | 18      | 15نوفمبر 2005                                                                                                  | 25 أكتوبر 2004                                                                        | 4 أكتوبر 2006           | -                      | -                         | -                                             |
| المسلسل كاملا        | 236     | 15 نوفمبر 2005 14 نوفمبر 2006 (إعادة إصدار) 16 أبريل 2013 (إعادة إصدار 2013) 17 سبتمبر 2019 (إعادة إصدار 2019) | 2 أكتوبر 2006 12 نوفمبر 2007 (إعادة إصدار) 28 سبتمبر 2009 (إصدار الذكرى الخامسة عشرة) | -                       | 13 نوفمبر 2012         | 12 نوفمبر 2012            | 21نوفمبر 2012 («JB Hi-Fi» حصريا) 21أغسطس 2013 |

## المسلسل المشتق

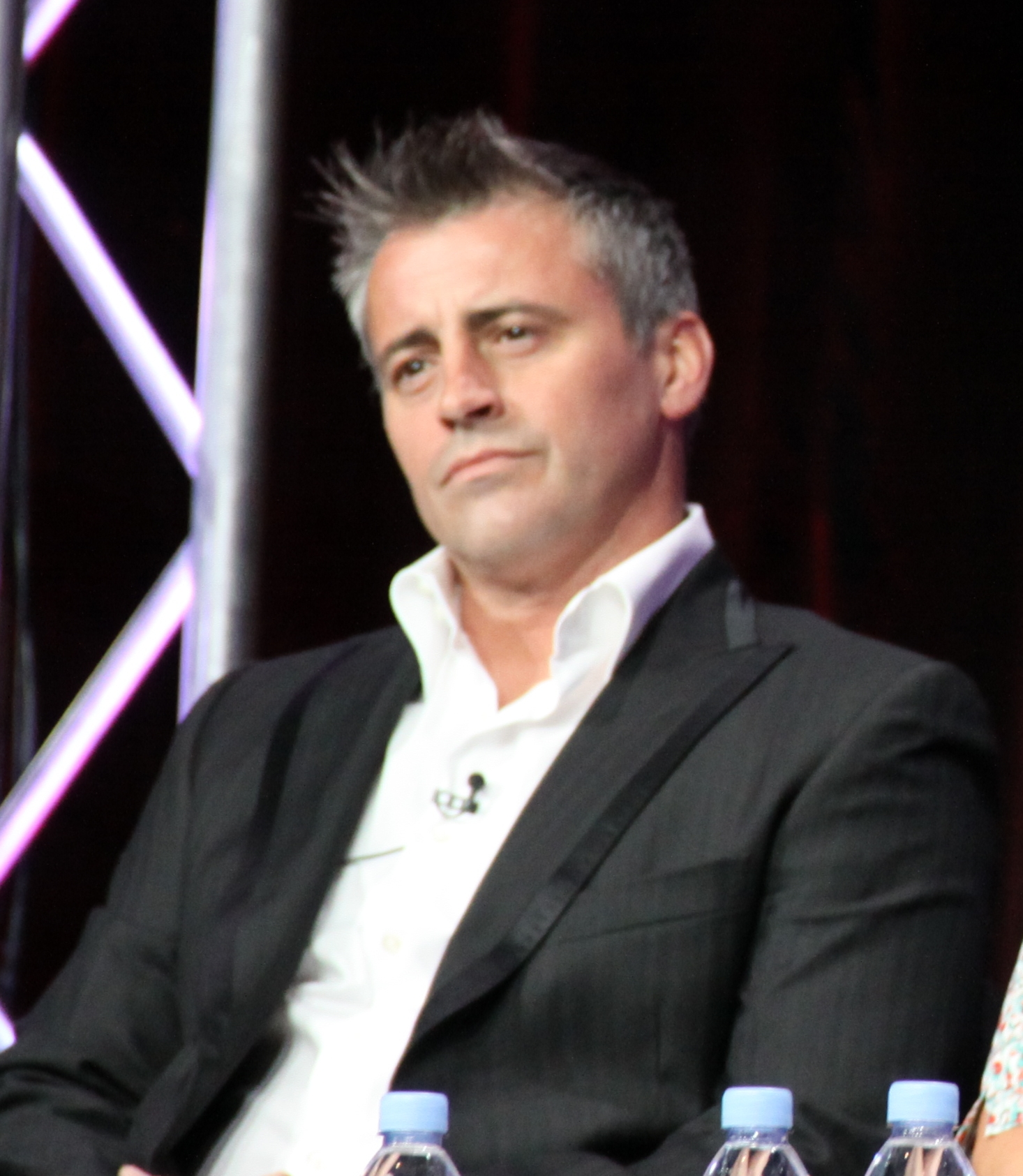
كان الممثل مات لوبلان يأمل في أن تتطور شخصية جوي تريبياني أكثر من خلال عرض برنامجه الخاص جوي كونه «على الأرجح الشخصية الأقل تطورًا» في مسلسل فريندز.

### جوي
وَقَّعَ لوبلان بعد نهاية المسلسل في عام 2004 على المسلسل المشتق جوي، والذي يتحدث عن انتقال جوي إلى لوس أنجلوس لمتابعة حياته المهنية في التمثيل. لم يكن كوفمان وكرين مهتمين بالمسلسل المشتق، على الرغم من موافقة برايت على الإنتاج التنفيذي للمسلسل مع سكوت سيلفي وشانا غولدبرغ-ميهان. قامت إن بي سي بالإعلان التجاري لمسلسل جوي بشكل كبير ومنحه توقيت برنامج فريندز في ليلة الخميس الساعة 8:00 مساءً. شاهد 18.6 مليون مشاهد أمريكي الحلقة التجريبية، ولكن التقييمات انخفضت باستمرار طوال موسمي المسلسل الإثنين، بمتوسط 10.2 مليون مشاهد في الموسم الأول وبمتوسط 7.1 مليون مشاهد في الثاني. شاهد 7.09 مليون مشاهد الحلقة الأخيرة في 7 مارس 2006.
ألغت قناة إن بي سي المسلسل في 15 مايو 2006 بعد موسمين وترك ثماني حلقات بدون عرض. ألقى برايت باللوم على التعاون بين المديرين التنفيذيين في إن بي سي والاستوديو والمنتجين الآخرين لإفساد المسلسل بسرعة:

### باللغة الإنجليزية
- David Wild. Friends 'Til the End: The Official Celebration of All Ten Years. 2004
- Jim Sangster and David Bailey. Friends Like Us: The Unofficial Guide to "Friends". 1998.
- Littlefield، Warren (مايو 2012). "With Friends Like These". فانيتي فير. مؤرشف من الأصل في 2019-04-22. اطلع عليه بتاريخ 2019-04-22. An oral history.{{استشهاد بمجلة}}:  صيانة الاستشهاد: postscript (link)

مقالات تتعلق بالتأثير الثقافي للمسلسل:
- Allen، Samantha (12 سبتمبر 2014). "The Best Reason to Love 'Friends' Is the One We Never Realized at the Time". United States: Mic (media company). مؤرشف من الأصل في 2022-08-11.
- Ihnat، Gwen (18 أغسطس 2014). "How 'Friends' Changed the Sitcom Landscape". إيه. في. كلوب. United States. مؤرشف من الأصل في 2022-02-12.
- Harrison, Andrew (September 12, 2014). "The Hunting of the Snark: Friends, 20 Years On". نيوستيتسمان. United Kingdom.

## وصلات خارجية
- موقع فريندز الرسمي
- فريندز على موقع IMDb (الإنجليزية)
- فريندز على موقع ميتاكريتيك (الإنجليزية)
- فريندز على موقع الموسوعة البريطانية (الإنجليزية)
- فريندز على موقع روتن توميتوز (الإنجليزية)
- فريندز على موقع نتفليكس (الإنجليزية)
- فريندز على موقع قاعدة بيانات الأفلام العربية
- فريندز على موقع أول موفي (الإنجليزية)
- فريندز على موقع فيلمافينيتي (الإسبانية)
- فريندز على موقع كينوبويسك (الروسية)
- فريندز على موقع ألو سيني (الفرنسية)
- فريندز من موقع Tv-Series-Guide.com
- فريندز من موقع IMDb.com
- تقرير سلبي عن العرض التجريبي للبرنامج في عام 1994 م
- Friends على مشروع الدليل المفتوح